# Llista d'asteroides (349001-350000)
Llista d'asteroides del 349.001 al 350.000, amb data de descoberta i descobridor. És un fragment de la llista d'asteroides completa. Als asteroides se'ls dona un número quan es confirma la seva òrbita, per tant apareixen llistats aproximadament segons la data de descobriment.

## 349001-349100
| Nom    | Designació provisional | Data de descobriment   | Lloc de descobriment | Descobridor/s     |
| ------ | ---------------------- | ---------------------- | -------------------- | ----------------- |
| 349001 | 2006 UT246             | 27 d'octubre de 2006   | Mount Lemmon         | Mt. Lemmon Survey |
| 349002 | 2006 UY249             | 27 d'octubre de 2006   | Mount Lemmon         | Mt. Lemmon Survey |
| 349003 | 2006 UW267             | 27 d'octubre de 2006   | Catalina             | CSS               |
| 349004 | 2006 UU268             | 27 d'octubre de 2006   | Mount Lemmon         | Mt. Lemmon Survey |
| 349005 | 2006 UT270             | 27 d'octubre de 2006   | Mount Lemmon         | Mt. Lemmon Survey |
| 349006 | 2006 UZ273             | 27 d'octubre de 2006   | Kitt Peak            | Spacewatch        |
| 349007 | 2006 UA274             | 27 d'octubre de 2006   | Kitt Peak            | Spacewatch        |
| 349008 | 2006 UJ274             | 27 d'octubre de 2006   | Kitt Peak            | Spacewatch        |
| 349009 | 2006 UK274             | 27 d'octubre de 2006   | Kitt Peak            | Spacewatch        |
| 349010 | 2006 UO275             | 28 d'octubre de 2006   | Calvin-Rehoboth      | L. A. Molnar      |
| 349011 | 2006 UP277             | 2 d'octubre de 2006    | Mount Lemmon         | Mt. Lemmon Survey |
| 349012 | 2006 UG282             | 28 d'octubre de 2006   | Mount Lemmon         | Mt. Lemmon Survey |
| 349013 | 2006 UM285             | 28 d'octubre de 2006   | Kitt Peak            | Spacewatch        |
| 349014 | 2006 UC288             | 29 d'octubre de 2006   | Kitt Peak            | Spacewatch        |
| 349015 | 2006 UF289             | 14 d'octubre de 2006   | Lulin                | Lulin             |
| 349016 | 2006 UV289             | 31 d'octubre de 2006   | Kitt Peak            | Spacewatch        |
| 349017 | 2006 UA331             | 16 d'octubre de 2006   | Apache Point         | A. C. Becker      |
| 349018 | 2006 UD352             | 26 d'octubre de 2006   | Mauna Kea            | P. A. Wiegert     |
| 349019 | 2006 UE358             | 21 d'octubre de 2006   | Mount Lemmon         | Mt. Lemmon Survey |
| 349020 | 2006 UJ361             | 21 d'octubre de 2006   | Catalina             | CSS               |
| 349021 | 2006 VB7               | 10 de novembre de 2006 | Kitt Peak            | Spacewatch        |
| 349022 | 2006 VE9               | 11 de novembre de 2006 | Catalina             | CSS               |
| 349023 | 2006 VD11              | 11 de novembre de 2006 | Mount Lemmon         | Mt. Lemmon Survey |
| 349024 | 2006 VC13              | 1 de novembre de 2006  | Catalina             | CSS               |
| 349025 | 2006 VP16              | 9 de novembre de 2006  | Kitt Peak            | Spacewatch        |
| 349026 | 2006 VU17              | 9 de novembre de 2006  | Kitt Peak            | Spacewatch        |
| 349027 | 2006 VG22              | 10 de novembre de 2006 | Kitt Peak            | Spacewatch        |
| 349028 | 2006 VH24              | 10 de novembre de 2006 | Kitt Peak            | Spacewatch        |
| 349029 | 2006 VN31              | 26 de setembre de 2006 | Mount Lemmon         | Mt. Lemmon Survey |
| 349030 | 2006 VA32              | 11 de novembre de 2006 | Mount Lemmon         | Mt. Lemmon Survey |
| 349031 | 2006 VR36              | 16 d'octubre de 2006   | Catalina             | CSS               |
| 349032 | 2006 VU37              | 11 de novembre de 2006 | Palomar              | NEAT              |
| 349033 | 2006 VT42              | 12 de novembre de 2006 | Mount Lemmon         | Mt. Lemmon Survey |
| 349034 | 2006 VW48              | 10 de novembre de 2006 | Kitt Peak            | Spacewatch        |
| 349035 | 2006 VD49              | 10 de novembre de 2006 | Kitt Peak            | Spacewatch        |
| 349036 | 2006 VD54              | 31 d'octubre de 2006   | Kitt Peak            | Spacewatch        |
| 349037 | 2006 VA62              | 11 de novembre de 2006 | Kitt Peak            | Spacewatch        |
| 349038 | 2006 VS62              | 11 de novembre de 2006 | Kitt Peak            | Spacewatch        |
| 349039 | 2006 VS65              | 11 de novembre de 2006 | Kitt Peak            | Spacewatch        |
| 349040 | 2006 VM74              | 11 de novembre de 2006 | Mount Lemmon         | Mt. Lemmon Survey |
| 349041 | 2006 VF84              | 13 de novembre de 2006 | Mount Lemmon         | Mt. Lemmon Survey |
| 349042 | 2006 VN85              | 21 d'octubre de 2006   | Kitt Peak            | Spacewatch        |
| 349043 | 2006 VK101             | 11 de novembre de 2006 | Kitt Peak            | Spacewatch        |
| 349044 | 2006 VC122             | 14 de novembre de 2006 | Junk Bond            | D. Healy          |
| 349045 | 2006 VK126             | 25 de setembre de 2006 | Kitt Peak            | Spacewatch        |
| 349046 | 2006 VD134             | 15 de novembre de 2006 | Mount Lemmon         | Mt. Lemmon Survey |
| 349047 | 2006 VJ142             | 14 de novembre de 2006 | Kitt Peak            | Spacewatch        |
| 349048 | 2006 VQ149             | 9 de novembre de 2006  | Palomar              | NEAT              |
| 349049 | 2006 VC170             | 11 de novembre de 2006 | Kitt Peak            | Spacewatch        |
| 349050 | 2006 VH171             | 11 de novembre de 2006 | Kitt Peak            | Spacewatch        |
| 349051 | 2006 WQ2               | 19 de novembre de 2006 | Needville            | Needville         |
| 349052 | 2006 WA11              | 16 de novembre de 2006 | Socorro              | LINEAR            |
| 349053 | 2006 WB40              | 16 de novembre de 2006 | Kitt Peak            | Spacewatch        |
| 349054 | 2006 WD52              | 1 de novembre de 2006  | Mount Lemmon         | Mt. Lemmon Survey |
| 349055 | 2006 WK78              | 18 de novembre de 2006 | Kitt Peak            | Spacewatch        |
| 349056 | 2006 WR83              | 18 de novembre de 2006 | Kitt Peak            | Spacewatch        |
| 349057 | 2006 WL107             | 19 de novembre de 2006 | Catalina             | CSS               |
| 349058 | 2006 WX133             | 18 de novembre de 2006 | Mount Lemmon         | Mt. Lemmon Survey |
| 349059 | 2006 WQ142             | 20 de novembre de 2006 | Kitt Peak            | Spacewatch        |
| 349060 | 2006 WQ156             | 22 de novembre de 2006 | Mount Lemmon         | Mt. Lemmon Survey |
| 349061 | 2006 WR177             | 23 de novembre de 2006 | Mount Lemmon         | Mt. Lemmon Survey |
| 349062 | 2006 WN191             | 27 de novembre de 2006 | Kitt Peak            | Spacewatch        |
| 349063 | 2006 XA                | 1 de desembre de 2006  | Catalina             | CSS               |
| 349064 | 2006 XQ6               | 9 de desembre de 2006  | Palomar              | NEAT              |
| 349065 | 2006 XC11              | 10 de desembre de 2006 | Kitt Peak            | Spacewatch        |
| 349066 | 2006 XF18              | 28 de setembre de 2006 | Kitt Peak            | Spacewatch        |
| 349067 | 2006 XS63              | 9 de desembre de 2006  | Palomar              | NEAT              |
| 349068 | 2006 YT13              | 26 de desembre de 2006 | Catalina             | CSS               |
| 349069 | 2006 YX19              | 25 de desembre de 2006 | Piszkesteto          | K. Sarneczky      |
| 349070 | 2007 AW9               | 15 de desembre de 2006 | Kitt Peak            | Spacewatch        |
| 349071 | 2007 AU19              | 8 de gener de 2007     | Kitt Peak            | Spacewatch        |
| 349072 | 2007 AN26              | 9 de gener de 2007     | Mount Lemmon         | Mt. Lemmon Survey |
| 349073 | 2007 AQ27              | 9 de gener de 2007     | Kitt Peak            | Spacewatch        |
| 349074 | 2007 BM8               | 25 de gener de 2007    | Anderson Mesa        | LONEOS            |
| 349075 | 2007 BJ46              | 26 de gener de 2007    | Kitt Peak            | Spacewatch        |
| 349076 | 2007 BJ67              | 27 de gener de 2007    | Mount Lemmon         | Mt. Lemmon Survey |
| 349077 | 2007 BZ100             | 27 de gener de 2007    | Kitt Peak            | Spacewatch        |
| 349078 | 2007 CT14              | 7 de febrer de 2007    | Mount Lemmon         | Mt. Lemmon Survey |
| 349079 | 2007 CP24              | 8 de febrer de 2007    | Mount Lemmon         | Mt. Lemmon Survey |
| 349080 | 2007 CL49              | 10 de febrer de 2007   | Mount Lemmon         | Mt. Lemmon Survey |
| 349081 | 2007 CB55              | 10 de febrer de 2007   | Mount Lemmon         | Mt. Lemmon Survey |
| 349082 | 2007 DR3               | 30 de setembre de 2005 | Kitt Peak            | Spacewatch        |
| 349083 | 2007 DT8               | 17 de febrer de 2007   | Kitt Peak            | Spacewatch        |
| 349084 | 2007 DO9               | 17 de febrer de 2007   | Kitt Peak            | Spacewatch        |
| 349085 | 2007 DK35              | 17 de febrer de 2007   | Kitt Peak            | Spacewatch        |
| 349086 | 2007 DX52              | 19 de febrer de 2007   | Mount Lemmon         | Mt. Lemmon Survey |
| 349087 | 2007 DD53              | 19 de febrer de 2007   | Mount Lemmon         | Mt. Lemmon Survey |
| 349088 | 2007 DK67              | 12 de setembre de 2001 | Socorro              | LINEAR            |
| 349089 | 2007 DZ89              | 27 de gener de 2007    | Mount Lemmon         | Mt. Lemmon Survey |
| 349090 | 2007 DO95              | 23 de febrer de 2007   | Kitt Peak            | Spacewatch        |
| 349091 | 2007 ED48              | 9 de març de 2007      | Kitt Peak            | Spacewatch        |
| 349092 | 2007 ER64              | 10 de març de 2007     | Kitt Peak            | Spacewatch        |
| 349093 | 2007 EG67              | 10 de març de 2007     | Kitt Peak            | Spacewatch        |
| 349094 | 2007 EM73              | 10 de març de 2007     | Mount Lemmon         | Mt. Lemmon Survey |
| 349095 | 2007 ET78              | 10 de març de 2007     | Palomar              | NEAT              |
| 349096 | 2007 ED102             | 11 de març de 2007     | Kitt Peak            | Spacewatch        |
| 349097 | 2007 ET154             | 2 de gener de 2000     | Kitt Peak            | Spacewatch        |
| 349098 | 2007 EN175             | 14 de març de 2007     | Kitt Peak            | Spacewatch        |
| 349099 | 2007 ES212             | 8 de març de 2007      | Palomar              | NEAT              |
| 349100 | 2007 EQ220             | 30 d'agost de 2005     | Kitt Peak            | Spacewatch        |

## 349101-349200
| Nom    | Designació provisional | Data de descobriment   | Lloc de descobriment | Descobridor/s          |
| ------ | ---------------------- | ---------------------- | -------------------- | ---------------------- |
| 349101 | 2007 EN221             | 15 de març de 2007     | Mount Lemmon         | Mt. Lemmon Survey      |
| 349102 | 2007 FN12              | 18 de març de 2007     | Kitt Peak            | Spacewatch             |
| 349103 | 2007 FH31              | 20 de març de 2007     | Mount Lemmon         | Mt. Lemmon Survey      |
| 349104 | 2007 FH33              | 9 de març de 2007      | Kitt Peak            | Spacewatch             |
| 349105 | 2007 GQ8               | 7 d'abril de 2007      | Mount Lemmon         | Mt. Lemmon Survey      |
| 349106 | 2007 GT13              | 11 d'abril de 2007     | Kitt Peak            | Spacewatch             |
| 349107 | 2007 GA18              | 11 d'abril de 2007     | Kitt Peak            | Spacewatch             |
| 349108 | 2007 GD18              | 11 d'abril de 2007     | Kitt Peak            | Spacewatch             |
| 349109 | 2007 GQ19              | 11 d'abril de 2007     | Kitt Peak            | Spacewatch             |
| 349110 | 2007 GW23              | 11 d'abril de 2007     | Kitt Peak            | Spacewatch             |
| 349111 | 2007 GH24              | 11 d'abril de 2007     | Kitt Peak            | Spacewatch             |
| 349112 | 2007 GJ24              | 11 d'abril de 2007     | Kitt Peak            | Spacewatch             |
| 349113 | 2007 GL25              | 13 d'abril de 2007     | Siding Spring        | Siding Spring Survey   |
| 349114 | 2007 GT35              | 13 de març de 2007     | Mount Lemmon         | Mt. Lemmon Survey      |
| 349115 | 2007 GR36              | 14 d'abril de 2007     | Kitt Peak            | Spacewatch             |
| 349116 | 2007 GS37              | 25 d'abril de 2000     | Kitt Peak            | Spacewatch             |
| 349117 | 2007 GC71              | 15 d'abril de 2007     | Mount Lemmon         | Mt. Lemmon Survey      |
| 349118 | 2007 GK74              | 14 de març de 2007     | Siding Spring        | Siding Spring Survey   |
| 349119 | 2007 HN2               | 16 d'abril de 2007     | Mount Lemmon         | Mt. Lemmon Survey      |
| 349120 | 2007 HS8               | 18 d'abril de 2007     | Mount Lemmon         | Mt. Lemmon Survey      |
| 349121 | 2007 HB11              | 18 d'abril de 2007     | Kitt Peak            | Spacewatch             |
| 349122 | 2007 HJ20              | 18 d'abril de 2007     | Kitt Peak            | Spacewatch             |
| 349123 | 2007 HS22              | 21 de novembre de 2005 | Kitt Peak            | Spacewatch             |
| 349124 | 2007 HW23              | 18 d'abril de 2007     | Kitt Peak            | Spacewatch             |
| 349125 | 2007 HZ40              | 20 d'abril de 2007     | Kitt Peak            | Spacewatch             |
| 349126 | 2007 HE50              | 20 d'abril de 2007     | Kitt Peak            | Spacewatch             |
| 349127 | 2007 HA67              | 22 d'abril de 2007     | Mount Lemmon         | Mt. Lemmon Survey      |
| 349128 | 2007 HF71              | 15 de març de 2007     | Mount Lemmon         | Mt. Lemmon Survey      |
| 349129 | 2007 HH72              | 22 d'abril de 2007     | Kitt Peak            | Spacewatch             |
| 349130 | 2007 HM73              | 22 d'abril de 2007     | Kitt Peak            | Spacewatch             |
| 349131 | 2007 HR80              | 25 d'abril de 2007     | Mount Lemmon         | Mt. Lemmon Survey      |
| 349132 | 2007 HW81              | 25 d'abril de 2007     | Kitt Peak            | Spacewatch             |
| 349133 | 2007 JB                | 25 de gener de 2007    | Siding Spring        | Siding Spring Survey   |
| 349134 | 2007 JN1               | 7 de maig de 2007      | Kitt Peak            | Spacewatch             |
| 349135 | 2007 JT14              | 10 de maig de 2007     | Mount Lemmon         | Mt. Lemmon Survey      |
| 349136 | 2007 JH17              | 7 de maig de 2007      | Kitt Peak            | Spacewatch             |
| 349137 | 2007 JS24              | 25 d'abril de 2007     | Mount Lemmon         | Mt. Lemmon Survey      |
| 349138 | 2007 JT27              | 10 de maig de 2007     | Anderson Mesa        | LONEOS                 |
| 349139 | 2007 JX30              | 11 de maig de 2007     | Mount Lemmon         | Mt. Lemmon Survey      |
| 349140 | 2007 JD34              | 9 de maig de 2007      | Catalina             | CSS                    |
| 349141 | 2007 KX6               | 26 de maig de 2007     | Siding Spring        | Siding Spring Survey   |
| 349142 | 2007 KO9               | 26 de maig de 2007     | Mount Lemmon         | Mt. Lemmon Survey      |
| 349143 | 2007 LC1               | 8 de juny de 2007      | Kitt Peak            | Spacewatch             |
| 349144 | 2007 LL7               | 8 de juny de 2007      | Kitt Peak            | Spacewatch             |
| 349145 | 2007 LP25              | 27 de gener de 2001    | Haleakala            | NEAT                   |
| 349146 | 2007 MC3               | 16 de juny de 2007     | Kitt Peak            | Spacewatch             |
| 349147 | 2007 MU10              | 21 de juny de 2007     | Mount Lemmon         | Mt. Lemmon Survey      |
| 349148 | 2007 ML12              | 21 de juny de 2007     | Mount Lemmon         | Mt. Lemmon Survey      |
| 349149 | 2007 NY1               | 13 de juliol de 2007   | La Sagra             | La Sagra               |
| 349150 | 2007 NY5               | 10 de juliol de 2007   | Siding Spring        | Siding Spring Survey   |
| 349151 | 2007 NH6               | 10 de juliol de 2007   | Siding Spring        | Siding Spring Survey   |
| 349152 | 2007 OM2               | 19 de juliol de 2007   | Tiki                 | S. F. Hoenig, N. Teamo |
| 349153 | 2007 OS2               | 20 de juliol de 2007   | Tiki                 | S. F. Hoenig, N. Teamo |
| 349154 | 2007 OF6               | 22 de juliol de 2007   | Lulin                | LUSS                   |
| 349155 | 2007 PS5               | 6 d'agost de 2007      | Lulin                | LUSS                   |
| 349156 | 2007 PV9               | 9 d'agost de 2007      | Socorro              | LINEAR                 |
| 349157 | 2007 PJ12              | 5 d'agost de 2007      | Socorro              | LINEAR                 |
| 349158 | 2007 PS16              | 8 d'agost de 2007      | Socorro              | LINEAR                 |
| 349159 | 2007 PA28              | 14 d'agost de 2007     | Tiki                 | S. F. Hoenig, N. Teamo |
| 349160 | 2007 PB29              | 15 d'agost de 2007     | Hibiscus             | S. F. Hoenig, N. Teamo |
| 349161 | 2007 PN37              | 13 d'agost de 2007     | Socorro              | LINEAR                 |
| 349162 | 2007 PX37              | 13 d'agost de 2007     | Socorro              | LINEAR                 |
| 349163 | 2007 PA40              | 15 d'agost de 2007     | Siding Spring        | Siding Spring Survey   |
| 349164 | 2007 PL40              | 13 d'agost de 2007     | Socorro              | LINEAR                 |
| 349165 | 2007 PT44              | 8 d'agost de 2007      | Socorro              | LINEAR                 |
| 349166 | 2007 PP50              | 10 d'agost de 2007     | Kitt Peak            | Spacewatch             |
| 349167 | 2007 QB6               | 18 de setembre de 2003 | Kitt Peak            | Spacewatch             |
| 349168 | 2007 QW12              | 23 d'agost de 2007     | Kitt Peak            | Spacewatch             |
| 349169 | 2007 QY16              | 16 d'agost de 2007     | Socorro              | LINEAR                 |
| 349170 | 2007 RT7               | 5 de setembre de 2007  | Costitx              | OAM                    |
| 349171 | 2007 RG8               | 5 de setembre de 2007  | Marly                | P. Kocher              |
| 349172 | 2007 RX22              | 3 de setembre de 2007  | Catalina             | CSS                    |
| 349173 | 2007 RT38              | 12 d'agost de 2007     | Socorro              | LINEAR                 |
| 349174 | 2007 RV56              | 9 de setembre de 2007  | Kitt Peak            | Spacewatch             |
| 349175 | 2007 RB57              | 9 de setembre de 2007  | Kitt Peak            | Spacewatch             |
| 349176 | 2007 RD67              | 27 de setembre de 2003 | Kitt Peak            | Spacewatch             |
| 349177 | 2007 RU71              | 10 de setembre de 2007 | Kitt Peak            | Spacewatch             |
| 349178 | 2007 RX74              | 10 de setembre de 2007 | Mount Lemmon         | Mt. Lemmon Survey      |
| 349179 | 2007 RG94              | 10 de setembre de 2007 | Kitt Peak            | Spacewatch             |
| 349180 | 2007 RA103             | 11 de setembre de 2007 | Catalina             | CSS                    |
| 349181 | 2007 RY105             | 11 de setembre de 2007 | Catalina             | CSS                    |
| 349182 | 2007 RT112             | 11 de setembre de 2007 | Kitt Peak            | Spacewatch             |
| 349183 | 2007 RX112             | 26 de setembre de 1995 | Kitt Peak            | Spacewatch             |
| 349184 | 2007 RR125             | 12 de setembre de 2007 | Catalina             | CSS                    |
| 349185 | 2007 RN130             | 12 de setembre de 2007 | Mount Lemmon         | Mt. Lemmon Survey      |
| 349186 | 2007 RX141             | 13 de setembre de 2007 | Socorro              | LINEAR                 |
| 349187 | 2007 RQ147             | 11 de setembre de 2007 | Purple Mountain      | PMO NEO Survey Program |
| 349188 | 2007 RV149             | 12 de setembre de 2007 | Catalina             | CSS                    |
| 349189 | 2007 RQ157             | 11 de setembre de 2007 | Purple Mountain      | PMO NEO Survey Program |
| 349190 | 2007 RC167             | 10 de setembre de 2007 | Kitt Peak            | Spacewatch             |
| 349191 | 2007 RD172             | 10 de setembre de 2007 | Kitt Peak            | Spacewatch             |
| 349192 | 2007 RL174             | 10 de setembre de 2007 | Kitt Peak            | Spacewatch             |
| 349193 | 2007 RE178             | 10 de setembre de 2007 | Kitt Peak            | Spacewatch             |
| 349194 | 2007 RJ181             | 11 de setembre de 2007 | Mount Lemmon         | Mt. Lemmon Survey      |
| 349195 | 2007 RF189             | 10 de setembre de 2007 | Kitt Peak            | Spacewatch             |
| 349196 | 2007 RR204             | 9 de setembre de 2007  | Kitt Peak            | Spacewatch             |
| 349197 | 2007 RH210             | 10 de setembre de 2007 | Kitt Peak            | Spacewatch             |
| 349198 | 2007 RJ211             | 11 de setembre de 2007 | Catalina             | CSS                    |
| 349199 | 2007 RC228             | 10 de setembre de 2007 | Mount Lemmon         | Mt. Lemmon Survey      |
| 349200 | 2007 RT232             | 5 de setembre de 2007  | Anderson Mesa        | LONEOS                 |

## 349201-349300
| Nom    | Designació provisional | Data de descobriment   | Lloc de descobriment | Descobridor/s          |
| ------ | ---------------------- | ---------------------- | -------------------- | ---------------------- |
| 349201 | 2007 RZ239             | 14 de setembre de 2007 | Catalina             | CSS                    |
| 349202 | 2007 RZ245             | 12 de setembre de 2007 | Catalina             | CSS                    |
| 349203 | 2007 RQ247             | 13 de setembre de 2007 | Catalina             | CSS                    |
| 349204 | 2007 RA256             | 14 de setembre de 2007 | Catalina             | CSS                    |
| 349205 | 2007 RU257             | 14 de setembre de 2007 | Kitt Peak            | Spacewatch             |
| 349206 | 2007 RZ269             | 15 de setembre de 2007 | Kitt Peak            | Spacewatch             |
| 349207 | 2007 RM273             | 15 de setembre de 2007 | Kitt Peak            | Spacewatch             |
| 349208 | 2007 RY278             | 5 de setembre de 2007  | Siding Spring        | Siding Spring Survey   |
| 349209 | 2007 RK281             | 13 de setembre de 2007 | Catalina             | CSS                    |
| 349210 | 2007 RP288             | 13 de setembre de 2007 | Catalina             | CSS                    |
| 349211 | 2007 RF294             | 13 de setembre de 2007 | Kitt Peak            | Spacewatch             |
| 349212 | 2007 RF302             | 14 de setembre de 2007 | Mount Lemmon         | Mt. Lemmon Survey      |
| 349213 | 2007 RB303             | 10 de setembre de 2007 | Mount Lemmon         | Mt. Lemmon Survey      |
| 349214 | 2007 RE308             | 11 de setembre de 2007 | Kitt Peak            | Spacewatch             |
| 349215 | 2007 RG312             | 12 de setembre de 2007 | Catalina             | CSS                    |
| 349216 | 2007 RO312             | 13 de setembre de 2007 | Catalina             | CSS                    |
| 349217 | 2007 RD314             | 10 de maig de 2002     | Palomar              | NEAT                   |
| 349218 | 2007 RX315             | 13 de setembre de 2007 | Anderson Mesa        | LONEOS                 |
| 349219 | 2007 SV11              | 27 de setembre de 2007 | Mount Lemmon         | Mt. Lemmon Survey      |
| 349220 | 2007 SD13              | 19 de setembre de 2007 | Kitt Peak            | Spacewatch             |
| 349221 | 2007 SO16              | 30 de setembre de 2007 | Kitt Peak            | Spacewatch             |
| 349222 | 2007 TW4               | 2 d'octubre de 2007    | Charleston           | Charleston             |
| 349223 | 2007 TB8               | 18 de novembre de 2003 | Kitt Peak            | Spacewatch             |
| 349224 | 2007 TD10              | 12 de setembre de 2007 | Mount Lemmon         | Mt. Lemmon Survey      |
| 349225 | 2007 TL14              | 7 d'octubre de 2007    | Altschwendt          | W. Ries                |
| 349226 | 2007 TK22              | 8 d'octubre de 2007    | Kitt Peak            | Spacewatch             |
| 349227 | 2007 TW25              | 4 d'octubre de 2007    | Kitt Peak            | Spacewatch             |
| 349228 | 2007 TC28              | 4 d'octubre de 2007    | Kitt Peak            | Spacewatch             |
| 349229 | 2007 TH31              | 4 d'octubre de 2007    | Kitt Peak            | Spacewatch             |
| 349230 | 2007 TU31              | 5 d'octubre de 2007    | Siding Spring        | Siding Spring Survey   |
| 349231 | 2007 TB34              | 6 d'octubre de 2007    | Kitt Peak            | Spacewatch             |
| 349232 | 2007 TY34              | 6 d'octubre de 2007    | Kitt Peak            | Spacewatch             |
| 349233 | 2007 TL43              | 7 d'octubre de 2007    | Mount Lemmon         | Mt. Lemmon Survey      |
| 349234 | 2007 TY44              | 7 d'octubre de 2007    | Catalina             | CSS                    |
| 349235 | 2007 TC48              | 4 d'octubre de 2007    | Kitt Peak            | Spacewatch             |
| 349236 | 2007 TN48              | 4 d'octubre de 2007    | Kitt Peak            | Spacewatch             |
| 349237 | 2007 TH69              | 13 d'octubre de 2007   | Vallemare Borbon     | V. S. Casulli          |
| 349238 | 2007 TE77              | 5 d'octubre de 2007    | Kitt Peak            | Spacewatch             |
| 349239 | 2007 TX83              | 8 d'octubre de 2007    | Catalina             | CSS                    |
| 349240 | 2007 TV86              | 8 d'octubre de 2007    | Mount Lemmon         | Mt. Lemmon Survey      |
| 349241 | 2007 TQ87              | 8 d'octubre de 2007    | Mount Lemmon         | Mt. Lemmon Survey      |
| 349242 | 2007 TE92              | 4 d'octubre de 2007    | Purple Mountain      | PMO NEO Survey Program |
| 349243 | 2007 TB105             | 13 de març de 2005     | Kitt Peak            | Spacewatch             |
| 349244 | 2007 TV109             | 7 d'octubre de 2007    | Catalina             | CSS                    |
| 349245 | 2007 TW111             | 8 d'octubre de 2007    | Catalina             | CSS                    |
| 349246 | 2007 TA113             | 8 d'octubre de 2007    | Catalina             | CSS                    |
| 349247 | 2007 TH113             | 8 d'octubre de 2007    | Anderson Mesa        | LONEOS                 |
| 349248 | 2007 TF120             | 8 d'octubre de 2007    | Anderson Mesa        | LONEOS                 |
| 349249 | 2007 TE121             | 5 d'octubre de 2007    | Kitt Peak            | Spacewatch             |
| 349250 | 2007 TT122             | 6 d'octubre de 2007    | Kitt Peak            | Spacewatch             |
| 349251 | 2007 TT127             | 6 d'octubre de 2007    | Kitt Peak            | Spacewatch             |
| 349252 | 2007 TJ130             | 6 d'octubre de 2007    | Kitt Peak            | Spacewatch             |
| 349253 | 2007 TX130             | 7 d'octubre de 2007    | Kitt Peak            | Spacewatch             |
| 349254 | 2007 TY138             | 9 d'octubre de 2007    | Catalina             | CSS                    |
| 349255 | 2007 TK151             | 9 d'octubre de 2007    | Socorro              | LINEAR                 |
| 349256 | 2007 TJ152             | 9 d'octubre de 2007    | Socorro              | LINEAR                 |
| 349257 | 2007 TY152             | 9 d'octubre de 2007    | Socorro              | LINEAR                 |
| 349258 | 2007 TB153             | 9 d'octubre de 2007    | Socorro              | LINEAR                 |
| 349259 | 2007 TH168             | 12 d'octubre de 2007   | Socorro              | LINEAR                 |
| 349260 | 2007 TS175             | 4 d'octubre de 2007    | Kitt Peak            | Spacewatch             |
| 349261 | 2007 TG180             | 8 d'octubre de 2007    | Kitt Peak            | Spacewatch             |
| 349262 | 2007 TD184             | 9 d'octubre de 2007    | Purple Mountain      | PMO NEO Survey Program |
| 349263 | 2007 TD188             | 14 d'octubre de 2007   | Goodricke-Pigott     | R. A. Tucker           |
| 349264 | 2007 TW191             | 4 d'octubre de 2007    | Catalina             | CSS                    |
| 349265 | 2007 TN200             | 8 d'octubre de 2007    | Mount Lemmon         | Mt. Lemmon Survey      |
| 349266 | 2007 TF202             | 8 d'octubre de 2007    | Mount Lemmon         | Mt. Lemmon Survey      |
| 349267 | 2007 TK208             | 10 d'octubre de 2007   | Mount Lemmon         | Mt. Lemmon Survey      |
| 349268 | 2007 TS211             | 7 d'octubre de 2007    | Kitt Peak            | Spacewatch             |
| 349269 | 2007 TN219             | 11 de setembre de 2007 | Mount Lemmon         | Mt. Lemmon Survey      |
| 349270 | 2007 TS227             | 8 d'octubre de 2007    | Kitt Peak            | Spacewatch             |
| 349271 | 2007 TU233             | 8 d'octubre de 2007    | Kitt Peak            | Spacewatch             |
| 349272 | 2007 TJ266             | 12 d'octubre de 2007   | Kitt Peak            | Spacewatch             |
| 349273 | 2007 TH268             | 9 d'octubre de 2007    | Kitt Peak            | Spacewatch             |
| 349274 | 2007 TY289             | 12 d'octubre de 2007   | Catalina             | CSS                    |
| 349275 | 2007 TY293             | 14 de setembre de 2007 | Mount Lemmon         | Mt. Lemmon Survey      |
| 349276 | 2007 TB311             | 11 d'octubre de 2007   | Kitt Peak            | Spacewatch             |
| 349277 | 2007 TH319             | 12 d'octubre de 2007   | Kitt Peak            | Spacewatch             |
| 349278 | 2007 TF324             | 25 de setembre de 2007 | Mount Lemmon         | Mt. Lemmon Survey      |
| 349279 | 2007 TK331             | 11 d'octubre de 2007   | Kitt Peak            | Spacewatch             |
| 349280 | 2007 TJ335             | 18 de setembre de 2007 | Mount Lemmon         | Mt. Lemmon Survey      |
| 349281 | 2007 TV338             | 15 d'octubre de 2007   | Kitt Peak            | Spacewatch             |
| 349282 | 2007 TK358             | 9 de setembre de 2007  | Kitt Peak            | Spacewatch             |
| 349283 | 2007 TF359             | 14 d'octubre de 2007   | Mount Lemmon         | Mt. Lemmon Survey      |
| 349284 | 2007 TN365             | 10 de setembre de 2007 | Mount Lemmon         | Mt. Lemmon Survey      |
| 349285 | 2007 TG366             | 9 d'octubre de 2007    | Catalina             | CSS                    |
| 349286 | 2007 TW371             | 9 de març de 2005      | Mount Lemmon         | Mt. Lemmon Survey      |
| 349287 | 2007 TX372             | 14 d'octubre de 2007   | Mount Lemmon         | Mt. Lemmon Survey      |
| 349288 | 2007 TP377             | 11 d'octubre de 2007   | Kitt Peak            | Spacewatch             |
| 349289 | 2007 TY381             | 14 d'octubre de 2007   | Kitt Peak            | Spacewatch             |
| 349290 | 2007 TA386             | 15 d'octubre de 2007   | Catalina             | CSS                    |
| 349291 | 2007 TV387             | 13 d'octubre de 2007   | Kitt Peak            | Spacewatch             |
| 349292 | 2007 TD408             | 10 de setembre de 2007 | Mount Lemmon         | Mt. Lemmon Survey      |
| 349293 | 2007 TN410             | 13 d'octubre de 2007   | Anderson Mesa        | LONEOS                 |
| 349294 | 2007 TG425             | 8 d'octubre de 2007    | Mount Lemmon         | Mt. Lemmon Survey      |
| 349295 | 2007 TZ426             | 9 d'octubre de 2007    | Kitt Peak            | Spacewatch             |
| 349296 | 2007 TH433             | 9 d'octubre de 2007    | Mount Lemmon         | Mt. Lemmon Survey      |
| 349297 | 2007 TW447             | 14 d'octubre de 2007   | Socorro              | LINEAR                 |
| 349298 | 2007 TX447             | 14 d'octubre de 2007   | Goodricke-Pigott     | R. A. Tucker           |
| 349299 | 2007 TE448             | 5 d'octubre de 2007    | Kitt Peak            | Spacewatch             |
| 349300 | 2007 TQ448             | 16 de febrer de 2004   | Kitt Peak            | Spacewatch             |

## 349301-349400
| Nom                | Designació provisional | Data de descobriment   | Lloc de descobriment | Descobridor/s          |
| ------------------ | ---------------------- | ---------------------- | -------------------- | ---------------------- |
| 349301             | 2007 TX451             | 12 d'octubre de 2007   | Catalina             | CSS                    |
| 349302             | 2007 UF9               | 17 d'octubre de 2007   | Anderson Mesa        | LONEOS                 |
| 349303             | 2007 UB10              | 17 d'octubre de 2007   | Anderson Mesa        | LONEOS                 |
| 349304             | 2007 UF18              | 17 d'octubre de 2007   | Anderson Mesa        | LONEOS                 |
| 349305             | 2007 UN31              | 19 d'octubre de 2007   | Catalina             | CSS                    |
| 349306             | 2007 UA41              | 16 d'octubre de 2007   | Kitt Peak            | Spacewatch             |
| 349307             | 2007 UT42              | 16 d'octubre de 2007   | Kitt Peak            | Spacewatch             |
| 349308             | 2007 UU45              | 19 d'octubre de 2007   | Kitt Peak            | Spacewatch             |
| 349309             | 2007 UO51              | 20 d'octubre de 2007   | Catalina             | CSS                    |
| 349310             | 2007 UB54              | 30 d'octubre de 2007   | Kitt Peak            | Spacewatch             |
| 349311             | 2007 UW56              | 30 d'octubre de 2007   | Mount Lemmon         | Mt. Lemmon Survey      |
| 349312             | 2007 UU58              | 30 d'octubre de 2007   | Mount Lemmon         | Mt. Lemmon Survey      |
| 349313             | 2007 UL68              | 30 d'octubre de 2007   | Kitt Peak            | Spacewatch             |
| 349314             | 2007 UG81              | 30 d'octubre de 2007   | Kitt Peak            | Spacewatch             |
| 349315             | 2007 UP90              | 30 d'octubre de 2007   | Mount Lemmon         | Mt. Lemmon Survey      |
| 349316             | 2007 UQ93              | 31 d'octubre de 2007   | Mount Lemmon         | Mt. Lemmon Survey      |
| 349317             | 2007 UY100             | 30 d'octubre de 2007   | Kitt Peak            | Spacewatch             |
| 349318             | 2007 UV101             | 30 d'octubre de 2007   | Kitt Peak            | Spacewatch             |
| 349319             | 2007 UN103             | 30 d'octubre de 2007   | Mount Lemmon         | Mt. Lemmon Survey      |
| 349320             | 2007 UO104             | 30 d'octubre de 2007   | Kitt Peak            | Spacewatch             |
| 349321             | 2007 UJ109             | 30 d'octubre de 2007   | Kitt Peak            | Spacewatch             |
| 349322             | 2007 UQ110             | 30 d'octubre de 2007   | Mount Lemmon         | Mt. Lemmon Survey      |
| 349323             | 2007 UG123             | 31 d'octubre de 2007   | Kitt Peak            | Spacewatch             |
| 349324             | 2007 UQ129             | 30 d'octubre de 2007   | Kitt Peak            | Spacewatch             |
| 349325             | 2007 UW132             | 20 d'octubre de 2007   | Mount Lemmon         | Mt. Lemmon Survey      |
| 349326             | 2007 UT133             | 26 d'octubre de 2007   | Mount Lemmon         | Mt. Lemmon Survey      |
| 349327             | 2007 VJ                | 1 de novembre de 2007  | Eskridge             | G. Hug                 |
| 349328             | 2007 VJ1               | 1 de novembre de 2007  | Pla D'Arguines       | R. Ferrando            |
| 349329             | 2007 VS5               | 4 de novembre de 2007  | La Sagra             | La Sagra               |
| 349330             | 2007 VK7               | 2 de novembre de 2007  | Eskridge             | G. Hug                 |
| 349331             | 2007 VP11              | 20 d'octubre de 2007   | Mount Lemmon         | Mt. Lemmon Survey      |
| 349332             | 2007 VD28              | 2 de novembre de 2007  | Kitt Peak            | Spacewatch             |
| 349333             | 2007 VJ43              | 4 de novembre de 2007  | Mount Lemmon         | Mt. Lemmon Survey      |
| 349334             | 2007 VS45              | 1 de novembre de 2007  | Kitt Peak            | Spacewatch             |
| 349335             | 2007 VV49              | 1 de novembre de 2007  | Kitt Peak            | Spacewatch             |
| 349336             | 2007 VT56              | 1 de novembre de 2007  | Kitt Peak            | Spacewatch             |
| 349337             | 2007 VZ56              | 1 de novembre de 2007  | Kitt Peak            | Spacewatch             |
| 349338             | 2007 VH59              | 1 de novembre de 2007  | Kitt Peak            | Spacewatch             |
| 349339             | 2007 VW76              | 3 de novembre de 2007  | Kitt Peak            | Spacewatch             |
| 349340             | 2007 VU80              | 4 de novembre de 2007  | Kitt Peak            | Spacewatch             |
| 349341             | 2007 VE82              | 5 d'octubre de 2002    | Palomar              | NEAT                   |
| 349342             | 2007 VV87              | 2 de novembre de 2007  | Socorro              | LINEAR                 |
| 349343             | 2007 VU93              | 19 d'octubre de 2007   | Catalina             | CSS                    |
| 349344             | 2007 VR95              | 8 de novembre de 2007  | Socorro              | LINEAR                 |
| 349345             | 2007 VP101             | 8 de maig de 2005      | Mount Lemmon         | Mt. Lemmon Survey      |
| 349346             | 2007 VG108             | 10 de setembre de 2007 | Mount Lemmon         | Mt. Lemmon Survey      |
| 349347             | 2007 VQ108             | 3 de novembre de 2007  | Kitt Peak            | Spacewatch             |
| 349348             | 2007 VZ117             | 4 de novembre de 2007  | Kitt Peak            | Spacewatch             |
| 349349             | 2007 VG119             | 4 de novembre de 2007  | Mount Lemmon         | Mt. Lemmon Survey      |
| 349350             | 2007 VN119             | 5 de novembre de 2007  | Kitt Peak            | Spacewatch             |
| 349351             | 2007 VD124             | 5 de novembre de 2007  | Kitt Peak            | Spacewatch             |
| 349352             | 2007 VL124             | 5 de novembre de 2007  | Mount Lemmon         | Mt. Lemmon Survey      |
| 349353             | 2007 VP128             | 1 de novembre de 2007  | Mount Lemmon         | Mt. Lemmon Survey      |
| 349354             | 2007 VS136             | 4 de novembre de 2007  | Mount Lemmon         | Mt. Lemmon Survey      |
| 349355             | 2007 VM145             | 4 de novembre de 2007  | Kitt Peak            | Spacewatch             |
| 349356             | 2007 VJ146             | 4 de novembre de 2007  | Kitt Peak            | Spacewatch             |
| 349357             | 2007 VC170             | 5 de novembre de 2007  | Purple Mountain      | PMO NEO Survey Program |
| 349358             | 2007 VV183             | 8 de novembre de 2007  | Mount Lemmon         | Mt. Lemmon Survey      |
| 349359             | 2007 VK190             | 14 de novembre de 2007 | Bisei SG Center      | BATTeRS                |
| 349360             | 2007 VL190             | 31 d'octubre de 2007   | Kitt Peak            | Spacewatch             |
| 349361             | 2007 VQ191             | 4 de novembre de 2007  | Mount Lemmon         | Mt. Lemmon Survey      |
| 349362             | 2007 VC197             | 15 d'octubre de 2007   | Mount Lemmon         | Mt. Lemmon Survey      |
| 349363             | 2007 VW206             | 9 de novembre de 2007  | Catalina             | CSS                    |
| 349364             | 2007 VM209             | 7 de novembre de 2007  | Kitt Peak            | Spacewatch             |
| 349365             | 2007 VT223             | 7 de novembre de 2007  | Catalina             | CSS                    |
| 349366             | 2007 VB227             | 11 de novembre de 2007 | Purple Mountain      | PMO NEO Survey Program |
| 349367             | 2007 VL235             | 9 de novembre de 2007  | Kitt Peak            | Spacewatch             |
| 349368             | 2007 VS244             | 12 de novembre de 2007 | Marly                | P. Kocher              |
| 349369             | 2007 VE272             | 11 de novembre de 2007 | Mount Lemmon         | Mt. Lemmon Survey      |
| 349370             | 2007 VW274             | 13 de novembre de 2007 | Mount Lemmon         | Mt. Lemmon Survey      |
| 349371             | 2007 VQ283             | 14 de novembre de 2007 | Kitt Peak            | Spacewatch             |
| 349372             | 2007 VL301             | 15 de novembre de 2007 | Catalina             | CSS                    |
| 349373             | 2007 VW303             | 4 de novembre de 2007  | Catalina             | CSS                    |
| 349374             | 2007 VV309             | 3 de novembre de 2007  | Mount Lemmon         | Mt. Lemmon Survey      |
| 349375             | 2007 VY309             | 4 de novembre de 2007  | Mount Lemmon         | Mt. Lemmon Survey      |
| 349376             | 2007 VL310             | 7 de novembre de 2007  | Mount Lemmon         | Mt. Lemmon Survey      |
| 349377             | 2007 VC323             | 2 de novembre de 2007  | Socorro              | LINEAR                 |
| 349378             | 2007 VG326             | 3 de novembre de 2007  | Kitt Peak            | Spacewatch             |
| 349379             | 2007 WR3               | 17 de novembre de 2007 | Costitx              | OAM                    |
| 349380             | 2007 WX5               | 17 de novembre de 2007 | Socorro              | LINEAR                 |
| 349381             | 2007 WX9               | 17 de novembre de 2007 | Mount Lemmon         | Mt. Lemmon Survey      |
| 349382             | 2007 WZ33              | 4 de novembre de 2007  | Kitt Peak            | Spacewatch             |
| 349383             | 2007 WN39              | 12 d'octubre de 2007   | Mount Lemmon         | Mt. Lemmon Survey      |
| 349384             | 2007 WF51              | 20 de novembre de 2007 | Mount Lemmon         | Mt. Lemmon Survey      |
| 349385             | 2007 WU55              | 29 de novembre de 2007 | Lulin                | LUSS                   |
| 349386 Randywright | 2007 WA56              | 30 de novembre de 2007 | Charleston           | Charleston             |
| 349387             | 2007 WR61              | 16 de novembre de 2007 | Socorro              | LINEAR                 |
| 349388             | 2007 WC62              | 17 de novembre de 2007 | Mount Lemmon         | Mt. Lemmon Survey      |
| 349389             | 2007 XU2               | 3 de desembre de 2007  | Kitt Peak            | Spacewatch             |
| 349390             | 2007 XT15              | 8 de desembre de 2007  | La Sagra             | La Sagra               |
| 349391             | 2007 XG18              | 12 de desembre de 2007 | La Sagra             | La Sagra               |
| 349392             | 2007 XQ28              | 19 d'abril de 2004     | Kitt Peak            | Spacewatch             |
| 349393             | 2007 XR39              | 31 de desembre de 2002 | Socorro              | LINEAR                 |
| 349394             | 2007 XN40              | 13 de desembre de 2007 | Socorro              | LINEAR                 |
| 349395             | 2007 XX40              | 2 de novembre de 2007  | Kitt Peak            | Spacewatch             |
| 349396             | 2007 XW46              | 4 de desembre de 2007  | Mount Lemmon         | Mt. Lemmon Survey      |
| 349397             | 2007 XM52              | 6 de desembre de 2007  | Mount Lemmon         | Mt. Lemmon Survey      |
| 349398             | 2007 XZ54              | 4 de desembre de 2007  | Mount Lemmon         | Mt. Lemmon Survey      |
| 349399             | 2007 XD56              | 2 de desembre de 2007  | Socorro              | LINEAR                 |
| 349400             | 2007 YK3               | 17 de desembre de 2007 | Piszkesteto          | K. Sarneczky           |

## 349401-349500
| Nom    | Designació provisional | Data de descobriment   | Lloc de descobriment | Descobridor/s          |
| ------ | ---------------------- | ---------------------- | -------------------- | ---------------------- |
| 349401 | 2007 YK11              | 17 de desembre de 2007 | Mount Lemmon         | Mt. Lemmon Survey      |
| 349402 | 2007 YL12              | 17 de desembre de 2007 | Mount Lemmon         | Mt. Lemmon Survey      |
| 349403 | 2007 YP13              | 17 de desembre de 2007 | Mount Lemmon         | Mt. Lemmon Survey      |
| 349404 | 2007 YR13              | 17 de desembre de 2007 | Mount Lemmon         | Mt. Lemmon Survey      |
| 349405 | 2007 YF26              | 18 de desembre de 2007 | Mount Lemmon         | Mt. Lemmon Survey      |
| 349406 | 2007 YU27              | 18 de desembre de 2007 | Kitt Peak            | Spacewatch             |
| 349407 | 2007 YY29              | 29 de desembre de 2007 | Suno                 | Suno                   |
| 349408 | 2007 YQ32              | 28 de desembre de 2007 | Kitt Peak            | Spacewatch             |
| 349409 | 2007 YS41              | 30 de desembre de 2007 | Kitt Peak            | Spacewatch             |
| 349410 | 2007 YD42              | 30 de desembre de 2007 | Kitt Peak            | Spacewatch             |
| 349411 | 2007 YT48              | 28 de desembre de 2007 | Kitt Peak            | Spacewatch             |
| 349412 | 2007 YC49              | 28 de desembre de 2007 | Kitt Peak            | Spacewatch             |
| 349413 | 2007 YT54              | 31 de desembre de 2007 | Catalina             | CSS                    |
| 349414 | 2007 YA66              | 30 de desembre de 2007 | Catalina             | CSS                    |
| 349415 | 2007 YH68              | 30 de desembre de 2007 | Kitt Peak            | Spacewatch             |
| 349416 | 2008 AL5               | 4 de novembre de 2007  | Kitt Peak            | Spacewatch             |
| 349417 | 2008 AF7               | 10 de gener de 2008    | Mount Lemmon         | Mt. Lemmon Survey      |
| 349418 | 2008 AB10              | 10 de gener de 2008    | Mount Lemmon         | Mt. Lemmon Survey      |
| 349419 | 2008 AO19              | 10 de gener de 2008    | Mount Lemmon         | Mt. Lemmon Survey      |
| 349420 | 2008 AX19              | 10 de gener de 2008    | Catalina             | CSS                    |
| 349421 | 2008 AJ22              | 10 de gener de 2008    | Mount Lemmon         | Mt. Lemmon Survey      |
| 349422 | 2008 AG29              | 5 de gener de 2008     | Purple Mountain      | PMO NEO Survey Program |
| 349423 | 2008 AK37              | 10 de gener de 2008    | Kitt Peak            | Spacewatch             |
| 349424 | 2008 AE42              | 10 de gener de 2008    | Catalina             | CSS                    |
| 349425 | 2008 AD46              | 5 de novembre de 2007  | Kitt Peak            | Spacewatch             |
| 349426 | 2008 AJ46              | 11 de gener de 2008    | Kitt Peak            | Spacewatch             |
| 349427 | 2008 AJ57              | 11 de gener de 2008    | Kitt Peak            | Spacewatch             |
| 349428 | 2008 AZ67              | 11 de gener de 2008    | Kitt Peak            | Spacewatch             |
| 349429 | 2008 AO69              | 11 de gener de 2008    | Kitt Peak            | Spacewatch             |
| 349430 | 2008 AT84              | 10 de gener de 2008    | Catalina             | CSS                    |
| 349431 | 2008 AN85              | 13 de gener de 2008    | Kitt Peak            | Spacewatch             |
| 349432 | 2008 AV109             | 15 de gener de 2008    | Kitt Peak            | Spacewatch             |
| 349433 | 2008 AW109             | 15 de gener de 2008    | Kitt Peak            | Spacewatch             |
| 349434 | 2008 AL134             | 1 de gener de 2008     | Mount Lemmon         | Mt. Lemmon Survey      |
| 349435 | 2008 AJ135             | 25 de març de 2003     | Palomar              | NEAT                   |
| 349436 | 2008 AL135             | 11 de gener de 2008    | Catalina             | CSS                    |
| 349437 | 2008 BP                | 16 d'octubre de 2006   | Catalina             | CSS                    |
| 349438 | 2008 BA1               | 16 de gener de 2008    | Mount Lemmon         | Mt. Lemmon Survey      |
| 349439 | 2008 BF1               | 16 de gener de 2008    | Mount Lemmon         | Mt. Lemmon Survey      |
| 349440 | 2008 BQ2               | 19 de gener de 2008    | Mount Lemmon         | Mt. Lemmon Survey      |
| 349441 | 2008 BB4               | 16 de gener de 2008    | Kitt Peak            | Spacewatch             |
| 349442 | 2008 BK22              | 31 de gener de 2008    | Mount Lemmon         | Mt. Lemmon Survey      |
| 349443 | 2008 BT36              | 30 de gener de 2008    | Catalina             | CSS                    |
| 349444 | 2008 BM39              | 30 de gener de 2008    | Catalina             | CSS                    |
| 349445 | 2008 BH50              | 30 de desembre de 2007 | Kitt Peak            | Spacewatch             |
| 349446 | 2008 CA2               | 1 de febrer de 2008    | La Sagra             | La Sagra               |
| 349447 | 2008 CM8               | 2 de febrer de 2008    | Catalina             | CSS                    |
| 349448 | 2008 CJ54              | 11 de gener de 2008    | Lulin                | Lulin                  |
| 349449 | 2008 CS59              | 7 de febrer de 2008    | Mount Lemmon         | Mt. Lemmon Survey      |
| 349450 | 2008 CF69              | 8 de febrer de 2008    | Bergisch Gladbac     | W. Bickel              |
| 349451 | 2008 CH69              | 8 de febrer de 2008    | Mayhill              | W. G. Dillon           |
| 349452 | 2008 CK71              | 6 de febrer de 2008    | Catalina             | CSS                    |
| 349453 | 2008 CD76              | 3 de febrer de 2008    | Kitt Peak            | Spacewatch             |
| 349454 | 2008 CK79              | 7 de febrer de 2008    | Kitt Peak            | Spacewatch             |
| 349455 | 2008 CL85              | 7 de febrer de 2008    | Kitt Peak            | Spacewatch             |
| 349456 | 2008 CZ93              | 8 de febrer de 2008    | Mount Lemmon         | Mt. Lemmon Survey      |
| 349457 | 2008 CT114             | 31 d'agost de 2005     | Kitt Peak            | Spacewatch             |
| 349458 | 2008 CP117             | 11 de febrer de 2008   | Dauban               | F. Kugel               |
| 349459 | 2008 CH118             | 11 de febrer de 2008   | Costitx              | OAM                    |
| 349460 | 2008 CH128             | 8 de febrer de 2008    | Kitt Peak            | Spacewatch             |
| 349461 | 2008 CQ134             | 8 de febrer de 2008    | Mount Lemmon         | Mt. Lemmon Survey      |
| 349462 | 2008 CS136             | 8 de febrer de 2008    | Mount Lemmon         | Mt. Lemmon Survey      |
| 349463 | 2008 CB137             | 8 de febrer de 2008    | Mount Lemmon         | Mt. Lemmon Survey      |
| 349464 | 2008 CN137             | 8 de febrer de 2008    | Kitt Peak            | Spacewatch             |
| 349465 | 2008 CT149             | 9 de febrer de 2008    | Kitt Peak            | Spacewatch             |
| 349466 | 2008 CO163             | 10 de febrer de 2008   | Catalina             | CSS                    |
| 349467 | 2008 CE168             | 11 de febrer de 2008   | Mount Lemmon         | Mt. Lemmon Survey      |
| 349468 | 2008 CV175             | 6 de febrer de 2008    | Socorro              | LINEAR                 |
| 349469 | 2008 CW175             | 6 de febrer de 2008    | Socorro              | LINEAR                 |
| 349470 | 2008 CT181             | 9 de febrer de 2008    | Siding Spring        | Siding Spring Survey   |
| 349471 | 2008 CP188             | 10 de febrer de 2008   | Catalina             | CSS                    |
| 349472 | 2008 CD212             | 6 de juliol de 2005    | Kitt Peak            | Spacewatch             |
| 349473 | 2008 CF214             | 11 de febrer de 2008   | Socorro              | LINEAR                 |
| 349474 | 2008 DE3               | 11 de gener de 2008    | Kitt Peak            | Spacewatch             |
| 349475 | 2008 DA9               | 25 de febrer de 2008   | Kitt Peak            | Spacewatch             |
| 349476 | 2008 DX23              | 26 de febrer de 2008   | Mount Lemmon         | Mt. Lemmon Survey      |
| 349477 | 2008 DA24              | 26 de febrer de 2008   | Kitt Peak            | Spacewatch             |
| 349478 | 2008 DK25              | 28 de febrer de 2008   | Mount Lemmon         | Mt. Lemmon Survey      |
| 349479 | 2008 DW42              | 28 de febrer de 2008   | Kitt Peak            | Spacewatch             |
| 349480 | 2008 DS72              | 26 de febrer de 2008   | Mount Lemmon         | Mt. Lemmon Survey      |
| 349481 | 2008 DO73              | 27 de febrer de 2008   | Mount Lemmon         | Mt. Lemmon Survey      |
| 349482 | 2008 DV73              | 27 de febrer de 2008   | Mount Lemmon         | Mt. Lemmon Survey      |
| 349483 | 2008 DC88              | 18 de febrer de 2008   | Mount Lemmon         | Mt. Lemmon Survey      |
| 349484 | 2008 EW9               | 1 de març de 2008      | Kitt Peak            | Spacewatch             |
| 349485 | 2008 EQ92              | 3 de març de 2008      | Catalina             | CSS                    |
| 349486 | 2008 EW143             | 15 de març de 2008     | Mount Lemmon         | Mt. Lemmon Survey      |
| 349487 | 2008 EZ163             | 9 de març de 2008      | Socorro              | LINEAR                 |
| 349488 | 2008 FV14              | 26 de març de 2008     | Mount Lemmon         | Mt. Lemmon Survey      |
| 349489 | 2008 FC131             | 29 de març de 2008     | Mount Lemmon         | Mt. Lemmon Survey      |
| 349490 | 2008 GG22              | 1 d'abril de 2008      | Kitt Peak            | Spacewatch             |
| 349491 | 2008 GB29              | 3 d'abril de 2008      | Catalina             | CSS                    |
| 349492 | 2008 GB30              | 3 d'abril de 2008      | Catalina             | CSS                    |
| 349493 | 2008 GN39              | 4 d'abril de 2008      | Kitt Peak            | Spacewatch             |
| 349494 | 2008 GK121             | 19 de gener de 2008    | Mount Lemmon         | Mt. Lemmon Survey      |
| 349495 | 2008 JH35              | 3 de maig de 2008      | Siding Spring        | Siding Spring Survey   |
| 349496 | 2008 KZ34              | 27 de maig de 2008     | Kitt Peak            | Spacewatch             |
| 349497 | 2008 NK                | 1 de juliol de 2008    | Kitt Peak            | Spacewatch             |
| 349498 | 2008 ND3               | 11 de juliol de 2008   | La Sagra             | La Sagra               |
| 349499 | 2008 OX5               | 29 de juliol de 2008   | Vallemare Borbon     | V. S. Casulli          |
| 349500 | 2008 OH8               | 29 de juliol de 2008   | La Sagra             | La Sagra               |

## 349501-349600
| Nom    | Designació provisional | Data de descobriment   | Lloc de descobriment | Descobridor/s          |
| ------ | ---------------------- | ---------------------- | -------------------- | ---------------------- |
| 349501 | 2008 OT19              | 29 de juliol de 2008   | Kitt Peak            | Spacewatch             |
| 349502 | 2008 OR24              | 31 de juliol de 2008   | Socorro              | LINEAR                 |
| 349503 | 2008 PW2               | 3 d'agost de 2008      | Dauban               | F. Kugel               |
| 349504 | 2008 PQ11              | 9 d'agost de 2008      | Reedy Creek          | J. Broughton           |
| 349505 | 2008 PE14              | 10 d'agost de 2008     | La Sagra             | La Sagra               |
| 349506 | 2008 PT17              | 11 d'agost de 2008     | Dauban               | F. Kugel               |
| 349507 | 2008 QY                | 21 d'agost de 2008     | Kitt Peak            | Spacewatch             |
| 349508 | 2008 QJ5               | 22 d'agost de 2008     | Kitt Peak            | Spacewatch             |
| 349509 | 2008 QR5               | 22 d'agost de 2008     | Kitt Peak            | Spacewatch             |
| 349510 | 2008 QP12              | 26 d'agost de 2008     | La Sagra             | La Sagra               |
| 349511 | 2008 QR12              | 26 d'agost de 2008     | La Sagra             | La Sagra               |
| 349512 | 2008 QM46              | 25 d'agost de 2008     | Socorro              | LINEAR                 |
| 349513 | 2008 RS                | 2 de setembre de 2008  | Hibiscus             | S. F. Hoenig, N. Teamo |
| 349514 | 2008 RM8               | 3 de setembre de 2008  | Kitt Peak            | Spacewatch             |
| 349515 | 2008 RE14              | 4 de setembre de 2008  | Kitt Peak            | Spacewatch             |
| 349516 | 2008 RY14              | 4 de setembre de 2008  | Kitt Peak            | Spacewatch             |
| 349517 | 2008 RM23              | 4 de setembre de 2008  | Socorro              | LINEAR                 |
| 349518 | 2008 RL30              | 2 de setembre de 2008  | Kitt Peak            | Spacewatch             |
| 349519 | 2008 RW30              | 2 de setembre de 2008  | Kitt Peak            | Spacewatch             |
| 349520 | 2008 RU40              | 2 de setembre de 2008  | Kitt Peak            | Spacewatch             |
| 349521 | 2008 RA62              | 4 de setembre de 2008  | Kitt Peak            | Spacewatch             |
| 349522 | 2008 RF68              | 4 de setembre de 2008  | Kitt Peak            | Spacewatch             |
| 349523 | 2008 RY73              | 14 d'octubre de 2001   | Kitt Peak            | Spacewatch             |
| 349524 | 2008 RG74              | 6 de setembre de 2008  | Catalina             | CSS                    |
| 349525 | 2008 RL95              | 7 de setembre de 2008  | Catalina             | CSS                    |
| 349526 | 2008 RH96              | 7 de setembre de 2008  | Mount Lemmon         | Mt. Lemmon Survey      |
| 349527 | 2008 RS113             | 6 de setembre de 2008  | Kitt Peak            | Spacewatch             |
| 349528 | 2008 RN130             | 6 de setembre de 2008  | Mount Lemmon         | Mt. Lemmon Survey      |
| 349529 | 2008 RX135             | 4 de setembre de 2008  | Kitt Peak            | Spacewatch             |
| 349530 | 2008 RY138             | 6 de setembre de 2008  | Catalina             | CSS                    |
| 349531 | 2008 SQ2               | 6 de setembre de 2008  | Catalina             | CSS                    |
| 349532 | 2008 SF3               | 22 de setembre de 2008 | Socorro              | LINEAR                 |
| 349533 | 2008 SO5               | 22 de setembre de 2008 | Socorro              | LINEAR                 |
| 349534 | 2008 ST8               | 22 de setembre de 2008 | Socorro              | LINEAR                 |
| 349535 | 2008 SZ13              | 19 de setembre de 2008 | Kitt Peak            | Spacewatch             |
| 349536 | 2008 ST18              | 19 de setembre de 2008 | Kitt Peak            | Spacewatch             |
| 349537 | 2008 SG24              | 1 de novembre de 2005  | Mount Lemmon         | Mt. Lemmon Survey      |
| 349538 | 2008 SC27              | 19 de setembre de 2008 | Kitt Peak            | Spacewatch             |
| 349539 | 2008 SM32              | 20 de setembre de 2008 | Kitt Peak            | Spacewatch             |
| 349540 | 2008 SG41              | 20 de setembre de 2008 | Catalina             | CSS                    |
| 349541 | 2008 SS52              | 20 de setembre de 2008 | Mount Lemmon         | Mt. Lemmon Survey      |
| 349542 | 2008 SW53              | 20 de setembre de 2008 | Mount Lemmon         | Mt. Lemmon Survey      |
| 349543 | 2008 SM67              | 21 de setembre de 2008 | Kitt Peak            | Spacewatch             |
| 349544 | 2008 SM78              | 23 de setembre de 2008 | Mount Lemmon         | Mt. Lemmon Survey      |
| 349545 | 2008 SX87              | 20 de setembre de 2008 | Kitt Peak            | Spacewatch             |
| 349546 | 2008 SU98              | 21 de setembre de 2008 | Kitt Peak            | Spacewatch             |
| 349547 | 2008 SO106             | 21 de setembre de 2008 | Kitt Peak            | Spacewatch             |
| 349548 | 2008 SY110             | 22 de setembre de 2008 | Kitt Peak            | Spacewatch             |
| 349549 | 2008 SE111             | 22 de setembre de 2008 | Kitt Peak            | Spacewatch             |
| 349550 | 2008 ST120             | 22 de setembre de 2008 | Mount Lemmon         | Mt. Lemmon Survey      |
| 349551 | 2008 SA122             | 22 de setembre de 2008 | Mount Lemmon         | Mt. Lemmon Survey      |
| 349552 | 2008 SD126             | 22 de setembre de 2008 | Mount Lemmon         | Mt. Lemmon Survey      |
| 349553 | 2008 SE128             | 22 de setembre de 2008 | Kitt Peak            | Spacewatch             |
| 349554 | 2008 SU141             | 24 de setembre de 2008 | Catalina             | CSS                    |
| 349555 | 2008 SX142             | 24 de setembre de 2008 | Mount Lemmon         | Mt. Lemmon Survey      |
| 349556 | 2008 SL143             | 24 de setembre de 2008 | Mount Lemmon         | Mt. Lemmon Survey      |
| 349557 | 2008 SJ145             | 26 de setembre de 2008 | Kitt Peak            | Spacewatch             |
| 349558 | 2008 SB147             | 24 de setembre de 2008 | Catalina             | CSS                    |
| 349559 | 2008 SX157             | 24 de setembre de 2008 | Socorro              | LINEAR                 |
| 349560 | 2008 SN158             | 24 de setembre de 2008 | Socorro              | LINEAR                 |
| 349561 | 2008 SS159             | 24 de setembre de 2008 | Socorro              | LINEAR                 |
| 349562 | 2008 SD163             | 28 de setembre de 2008 | Socorro              | LINEAR                 |
| 349563 | 2008 SY165             | 2 de setembre de 2008  | Kitt Peak            | Spacewatch             |
| 349564 | 2008 SE172             | 21 de setembre de 2008 | Catalina             | CSS                    |
| 349565 | 2008 SX175             | 23 de setembre de 2008 | Catalina             | CSS                    |
| 349566 | 2008 SC182             | 24 de setembre de 2008 | Mount Lemmon         | Mt. Lemmon Survey      |
| 349567 | 2008 SP184             | 24 de setembre de 2008 | Kitt Peak            | Spacewatch             |
| 349568 | 2008 SQ185             | 12 de març de 2007     | Kitt Peak            | Spacewatch             |
| 349569 | 2008 SN199             | 26 de setembre de 2008 | Kitt Peak            | Spacewatch             |
| 349570 | 2008 SP203             | 26 de setembre de 2008 | Kitt Peak            | Spacewatch             |
| 349571 | 2008 SH235             | 28 de setembre de 2008 | Mount Lemmon         | Mt. Lemmon Survey      |
| 349572 | 2008 SZ235             | 28 de setembre de 2008 | Mount Lemmon         | Mt. Lemmon Survey      |
| 349573 | 2008 SR240             | 29 de setembre de 2008 | Kitt Peak            | Spacewatch             |
| 349574 | 2008 SH241             | 29 de setembre de 2008 | Catalina             | CSS                    |
| 349575 | 2008 SD243             | 29 de setembre de 2008 | Kitt Peak            | Spacewatch             |
| 349576 | 2008 SR259             | 23 de setembre de 2008 | Mount Lemmon         | Mt. Lemmon Survey      |
| 349577 | 2008 SJ263             | 24 de setembre de 2008 | Kitt Peak            | Spacewatch             |
| 349578 | 2008 SC265             | 26 de setembre de 2008 | Kitt Peak            | Spacewatch             |
| 349579 | 2008 SM268             | 26 de setembre de 2008 | Kitt Peak            | Spacewatch             |
| 349580 | 2008 ST269             | 22 de setembre de 2008 | Mount Lemmon         | Mt. Lemmon Survey      |
| 349581 | 2008 SO279             | 23 de setembre de 2008 | Kitt Peak            | Spacewatch             |
| 349582 | 2008 SL280             | 22 de setembre de 2008 | Socorro              | LINEAR                 |
| 349583 | 2008 SD281             | 27 de setembre de 2008 | Mount Lemmon         | Mt. Lemmon Survey      |
| 349584 | 2008 SO285             | 21 de setembre de 2008 | Mount Lemmon         | Mt. Lemmon Survey      |
| 349585 | 2008 SU294             | 22 de setembre de 2008 | Catalina             | CSS                    |
| 349586 | 2008 TQ5               | 1 d'octubre de 2008    | La Sagra             | La Sagra               |
| 349587 | 2008 TT7               | 3 d'octubre de 2008    | La Sagra             | La Sagra               |
| 349588 | 2008 TZ9               | 4 d'octubre de 2008    | La Sagra             | La Sagra               |
| 349589 | 2008 TW10              | 2 de setembre de 2008  | Kitt Peak            | Spacewatch             |
| 349590 | 2008 TL18              | 1 d'octubre de 2008    | Mount Lemmon         | Mt. Lemmon Survey      |
| 349591 | 2008 TH26              | 23 de setembre de 2008 | Catalina             | CSS                    |
| 349592 | 2008 TJ48              | 2 d'octubre de 2008    | Kitt Peak            | Spacewatch             |
| 349593 | 2008 TG61              | 2 d'octubre de 2008    | Kitt Peak            | Spacewatch             |
| 349594 | 2008 TX69              | 2 d'octubre de 2008    | Kitt Peak            | Spacewatch             |
| 349595 | 2008 TA70              | 2 d'octubre de 2008    | Kitt Peak            | Spacewatch             |
| 349596 | 2008 TE93              | 5 d'octubre de 2008    | La Sagra             | La Sagra               |
| 349597 | 2008 TF95              | 6 d'octubre de 2008    | Kitt Peak            | Spacewatch             |
| 349598 | 2008 TT113             | 6 d'octubre de 2008    | Kitt Peak            | Spacewatch             |
| 349599 | 2008 TS117             | 6 d'octubre de 2008    | Kitt Peak            | Spacewatch             |
| 349600 | 2008 TJ131             | 8 d'octubre de 2008    | Mount Lemmon         | Mt. Lemmon Survey      |

## 349601-349700
| Nom    | Designació provisional | Data de descobriment   | Lloc de descobriment | Descobridor/s     |
| ------ | ---------------------- | ---------------------- | -------------------- | ----------------- |
| 349601 | 2008 TY140             | 9 d'octubre de 2008    | Mount Lemmon         | Mt. Lemmon Survey |
| 349602 | 2008 TB187             | 8 d'octubre de 2008    | Kitt Peak            | Spacewatch        |
| 349603 | 2008 TH189             | 10 d'octubre de 2008   | Mount Lemmon         | Mt. Lemmon Survey |
| 349604 | 2008 UL1               | 20 d'octubre de 2008   | Goodricke-Pigott     | R. A. Tucker      |
| 349605 | 2008 UZ3               | 23 d'octubre de 2008   | Bergisch Gladbac     | W. Bickel         |
| 349606 | 2008 UX5               | 26 d'octubre de 2008   | Vicques              | M. Ory            |
| 349607 | 2008 US15              | 18 d'octubre de 2008   | Kitt Peak            | Spacewatch        |
| 349608 | 2008 UU22              | 19 d'octubre de 2008   | Kitt Peak            | Spacewatch        |
| 349609 | 2008 UF23              | 20 d'octubre de 2008   | Kitt Peak            | Spacewatch        |
| 349610 | 2008 UK42              | 20 d'octubre de 2008   | Kitt Peak            | Spacewatch        |
| 349611 | 2008 UV51              | 20 d'octubre de 2008   | Kitt Peak            | Spacewatch        |
| 349612 | 2008 UH56              | 21 d'octubre de 2008   | Kitt Peak            | Spacewatch        |
| 349613 | 2008 UA66              | 21 d'octubre de 2008   | Kitt Peak            | Spacewatch        |
| 349614 | 2008 UB67              | 21 d'octubre de 2008   | Kitt Peak            | Spacewatch        |
| 349615 | 2008 UX74              | 21 d'octubre de 2008   | Kitt Peak            | Spacewatch        |
| 349616 | 2008 UH82              | 22 d'octubre de 2008   | Mount Lemmon         | Mt. Lemmon Survey |
| 349617 | 2008 UD98              | 26 d'octubre de 2008   | Socorro              | LINEAR            |
| 349618 | 2008 UY101             | 20 d'octubre de 2008   | Kitt Peak            | Spacewatch        |
| 349619 | 2008 UK112             | 22 d'octubre de 2008   | Kitt Peak            | Spacewatch        |
| 349620 | 2008 UY116             | 22 d'octubre de 2008   | Kitt Peak            | Spacewatch        |
| 349621 | 2008 UU132             | 23 d'octubre de 2008   | Kitt Peak            | Spacewatch        |
| 349622 | 2008 UH141             | 23 d'octubre de 2008   | Kitt Peak            | Spacewatch        |
| 349623 | 2008 UX143             | 23 d'octubre de 2008   | Kitt Peak            | Spacewatch        |
| 349624 | 2008 UQ148             | 8 d'octubre de 2004    | Kitt Peak            | Spacewatch        |
| 349625 | 2008 UA151             | 23 d'octubre de 2008   | Kitt Peak            | Spacewatch        |
| 349626 | 2008 UD151             | 23 d'octubre de 2008   | Kitt Peak            | Spacewatch        |
| 349627 | 2008 UY153             | 23 d'octubre de 2008   | Kitt Peak            | Spacewatch        |
| 349628 | 2008 UK156             | 23 d'octubre de 2008   | Kitt Peak            | Spacewatch        |
| 349629 | 2008 UN160             | 23 d'octubre de 2008   | Kitt Peak            | Spacewatch        |
| 349630 | 2008 UH163             | 24 d'octubre de 2008   | Kitt Peak            | Spacewatch        |
| 349631 | 2008 UV169             | 24 d'octubre de 2008   | Catalina             | CSS               |
| 349632 | 2008 UQ178             | 24 d'octubre de 2008   | Mount Lemmon         | Mt. Lemmon Survey |
| 349633 | 2008 UG182             | 24 d'octubre de 2008   | Mount Lemmon         | Mt. Lemmon Survey |
| 349634 | 2008 UU185             | 24 d'octubre de 2008   | Kitt Peak            | Spacewatch        |
| 349635 | 2008 UJ192             | 25 d'octubre de 2008   | Catalina             | CSS               |
| 349636 | 2008 UG198             | 25 d'octubre de 2008   | Socorro              | LINEAR            |
| 349637 | 2008 UF210             | 23 d'octubre de 2008   | Kitt Peak            | Spacewatch        |
| 349638 | 2008 UP216             | 24 d'octubre de 2008   | Mount Lemmon         | Mt. Lemmon Survey |
| 349639 | 2008 UO225             | 25 d'octubre de 2008   | Kitt Peak            | Spacewatch        |
| 349640 | 2008 UA248             | 26 d'octubre de 2008   | Kitt Peak            | Spacewatch        |
| 349641 | 2008 UB248             | 26 d'octubre de 2008   | Kitt Peak            | Spacewatch        |
| 349642 | 2008 US250             | 27 d'octubre de 2008   | Kitt Peak            | Spacewatch        |
| 349643 | 2008 UW256             | 27 d'octubre de 2008   | Kitt Peak            | Spacewatch        |
| 349644 | 2008 UG260             | 7 d'octubre de 2008    | Mount Lemmon         | Mt. Lemmon Survey |
| 349645 | 2008 UJ270             | 28 d'octubre de 2008   | Kitt Peak            | Spacewatch        |
| 349646 | 2008 UW281             | 28 d'octubre de 2008   | Kitt Peak            | Spacewatch        |
| 349647 | 2008 UT294             | 29 d'octubre de 2008   | Kitt Peak            | Spacewatch        |
| 349648 | 2008 US303             | 29 d'octubre de 2008   | Kitt Peak            | Spacewatch        |
| 349649 | 2008 UF305             | 29 d'octubre de 2008   | Mount Lemmon         | Mt. Lemmon Survey |
| 349650 | 2008 UN315             | 30 d'octubre de 2008   | Mount Lemmon         | Mt. Lemmon Survey |
| 349651 | 2008 UT331             | 3 d'octubre de 2008    | Mount Lemmon         | Mt. Lemmon Survey |
| 349652 | 2008 UR335             | 20 d'octubre de 2008   | Kitt Peak            | Spacewatch        |
| 349653 | 2008 UZ346             | 30 d'octubre de 2008   | Kitt Peak            | Spacewatch        |
| 349654 | 2008 UB353             | 21 d'octubre de 2008   | Kitt Peak            | Spacewatch        |
| 349655 | 2008 VD7               | 1 de novembre de 2008  | Catalina             | CSS               |
| 349656 | 2008 VD9               | 2 de novembre de 2008  | Mount Lemmon         | Mt. Lemmon Survey |
| 349657 | 2008 VD21              | 1 de novembre de 2008  | Mount Lemmon         | Mt. Lemmon Survey |
| 349658 | 2008 VR33              | 2 de novembre de 2008  | Mount Lemmon         | Mt. Lemmon Survey |
| 349659 | 2008 VK47              | 3 de novembre de 2008  | Catalina             | CSS               |
| 349660 | 2008 VO48              | 3 de novembre de 2008  | Kitt Peak            | Spacewatch        |
| 349661 | 2008 VS48              | 3 de novembre de 2008  | Kitt Peak            | Spacewatch        |
| 349662 | 2008 VL57              | 6 de novembre de 2008  | Mount Lemmon         | Mt. Lemmon Survey |
| 349663 | 2008 VZ68              | 8 de novembre de 2008  | Mount Lemmon         | Mt. Lemmon Survey |
| 349664 | 2008 VR70              | 7 de novembre de 2008  | Mount Lemmon         | Mt. Lemmon Survey |
| 349665 | 2008 VL74              | 8 de novembre de 2008  | Mount Lemmon         | Mt. Lemmon Survey |
| 349666 | 2008 VC80              | 1 de novembre de 2008  | Mount Lemmon         | Mt. Lemmon Survey |
| 349667 | 2008 WN10              | 18 de novembre de 2008 | La Sagra             | La Sagra          |
| 349668 | 2008 WH11              | 18 de novembre de 2008 | Catalina             | CSS               |
| 349669 | 2008 WA32              | 19 de novembre de 2008 | Mount Lemmon         | Mt. Lemmon Survey |
| 349670 | 2008 WF59              | 22 de novembre de 2008 | Pla D'Arguines       | R. Ferrando       |
| 349671 | 2008 WY66              | 18 de novembre de 2008 | Kitt Peak            | Spacewatch        |
| 349672 | 2008 WR68              | 18 de novembre de 2008 | Kitt Peak            | Spacewatch        |
| 349673 | 2008 WB74              | 19 de novembre de 2008 | Mount Lemmon         | Mt. Lemmon Survey |
| 349674 | 2008 WH76              | 20 de novembre de 2008 | Kitt Peak            | Spacewatch        |
| 349675 | 2008 WD77              | 29 de setembre de 2008 | Mount Lemmon         | Mt. Lemmon Survey |
| 349676 | 2008 WZ79              | 20 de novembre de 2008 | Kitt Peak            | Spacewatch        |
| 349677 | 2008 WF82              | 20 de novembre de 2008 | Kitt Peak            | Spacewatch        |
| 349678 | 2008 WO83              | 20 de novembre de 2008 | Kitt Peak            | Spacewatch        |
| 349679 | 2008 WE88              | 21 de novembre de 2008 | Mount Lemmon         | Mt. Lemmon Survey |
| 349680 | 2008 WU88              | 21 de novembre de 2008 | Kitt Peak            | Spacewatch        |
| 349681 | 2008 WE89              | 21 de novembre de 2008 | Mount Lemmon         | Mt. Lemmon Survey |
| 349682 | 2008 WC90              | 22 de novembre de 2008 | Mount Lemmon         | Mt. Lemmon Survey |
| 349683 | 2008 WP90              | 22 de novembre de 2008 | Mount Lemmon         | Mt. Lemmon Survey |
| 349684 | 2008 WY98              | 24 de novembre de 2008 | La Sagra             | La Sagra          |
| 349685 | 2008 WA108             | 30 de novembre de 2008 | Catalina             | CSS               |
| 349686 | 2008 WS110             | 30 de novembre de 2008 | Kitt Peak            | Spacewatch        |
| 349687 | 2008 WD113             | 30 de novembre de 2008 | Kitt Peak            | Spacewatch        |
| 349688 | 2008 WN115             | 30 de novembre de 2008 | Kitt Peak            | Spacewatch        |
| 349689 | 2008 WP118             | 30 de novembre de 2008 | Mount Lemmon         | Mt. Lemmon Survey |
| 349690 | 2008 WG127             | 19 de novembre de 2008 | Socorro              | LINEAR            |
| 349691 | 2008 WC136             | 19 de novembre de 2008 | Kitt Peak            | Spacewatch        |
| 349692 | 2008 WX139             | 21 de novembre de 2008 | Mount Lemmon         | Mt. Lemmon Survey |
| 349693 | 2008 XS2               | 6 de desembre de 2008  | Mount Lemmon         | Mt. Lemmon Survey |
| 349694 | 2008 XF3               | 7 de desembre de 2008  | Mount Lemmon         | Mt. Lemmon Survey |
| 349695 | 2008 XA4               | 2 de desembre de 2008  | Socorro              | LINEAR            |
| 349696 | 2008 XS4               | 3 de desembre de 2008  | Socorro              | LINEAR            |
| 349697 | 2008 XC11              | 1 de desembre de 2008  | Catalina             | CSS               |
| 349698 | 2008 XV21              | 1 de desembre de 2008  | Kitt Peak            | Spacewatch        |
| 349699 | 2008 XW22              | 3 de desembre de 2008  | Kitt Peak            | Spacewatch        |
| 349700 | 2008 XG34              | 10 d'agost de 2007     | Kitt Peak            | Spacewatch        |

## 349701-349800
| Nom    | Designació provisional | Data de descobriment   | Lloc de descobriment | Descobridor/s            |
| ------ | ---------------------- | ---------------------- | -------------------- | ------------------------ |
| 349701 | 2008 XR37              | 2 de desembre de 2008  | Kitt Peak            | Spacewatch               |
| 349702 | 2008 XJ46              | 4 de desembre de 2008  | Mount Lemmon         | Mt. Lemmon Survey        |
| 349703 | 2008 XW50              | 4 de desembre de 2008  | Mount Lemmon         | Mt. Lemmon Survey        |
| 349704 | 2008 XH51              | 3 de desembre de 2008  | Socorro              | LINEAR                   |
| 349705 | 2008 XX51              | 3 de desembre de 2008  | Catalina             | CSS                      |
| 349706 | 2008 XF52              | 4 de desembre de 2008  | Catalina             | CSS                      |
| 349707 | 2008 YU2               | 21 de desembre de 2008 | Mayhill              | A. Lowe                  |
| 349708 | 2008 YY2               | 1 de desembre de 2008  | Catalina             | CSS                      |
| 349709 | 2008 YY3               | 19 de novembre de 2003 | Kitt Peak            | Spacewatch               |
| 349710 | 2008 YP5               | 22 de desembre de 2008 | Marly                | P. Kocher                |
| 349711 | 2008 YM8               | 4 d'abril de 2002      | Kitt Peak            | Spacewatch               |
| 349712 | 2008 YP8               | 24 de desembre de 2008 | Weihai               | Shandong University      |
| 349713 | 2008 YQ9               | 25 de desembre de 2008 | Weihai               | Shandong University      |
| 349714 | 2008 YF11              | 19 de novembre de 2008 | Kitt Peak            | Spacewatch               |
| 349715 | 2008 YT16              | 21 de desembre de 2008 | Mount Lemmon         | Mt. Lemmon Survey        |
| 349716 | 2008 YO26              | 24 de desembre de 2008 | Dauban               | F. Kugel                 |
| 349717 | 2008 YS28              | 29 de desembre de 2008 | Piszkesteto          | K. Sarneczky             |
| 349718 | 2008 YF37              | 22 de desembre de 2008 | Kitt Peak            | Spacewatch               |
| 349719 | 2008 YB40              | 29 de desembre de 2008 | Kitt Peak            | Spacewatch               |
| 349720 | 2008 YB44              | 29 de desembre de 2008 | Kitt Peak            | Spacewatch               |
| 349721 | 2008 YJ45              | 29 de desembre de 2008 | Mount Lemmon         | Mt. Lemmon Survey        |
| 349722 | 2008 YE50              | 29 de desembre de 2008 | Mount Lemmon         | Mt. Lemmon Survey        |
| 349723 | 2008 YR52              | 29 de desembre de 2008 | Mount Lemmon         | Mt. Lemmon Survey        |
| 349724 | 2008 YP62              | 30 de desembre de 2008 | Mount Lemmon         | Mt. Lemmon Survey        |
| 349725 | 2008 YK65              | 30 de desembre de 2008 | Catalina             | CSS                      |
| 349726 | 2008 YH68              | 4 de desembre de 2008  | Mount Lemmon         | Mt. Lemmon Survey        |
| 349727 | 2008 YM69              | 29 de desembre de 2008 | Kitt Peak            | Spacewatch               |
| 349728 | 2008 YF70              | 29 de desembre de 2008 | Mount Lemmon         | Mt. Lemmon Survey        |
| 349729 | 2008 YF80              | 30 de desembre de 2008 | Mount Lemmon         | Mt. Lemmon Survey        |
| 349730 | 2008 YV80              | 30 de desembre de 2008 | Kitt Peak            | Spacewatch               |
| 349731 | 2008 YS86              | 29 de desembre de 2008 | Kitt Peak            | Spacewatch               |
| 349732 | 2008 YB93              | 29 de desembre de 2008 | Kitt Peak            | Spacewatch               |
| 349733 | 2008 YW97              | 29 de desembre de 2008 | Mount Lemmon         | Mt. Lemmon Survey        |
| 349734 | 2008 YH104             | 29 de desembre de 2008 | Kitt Peak            | Spacewatch               |
| 349735 | 2008 YU105             | 29 de desembre de 2008 | Kitt Peak            | Spacewatch               |
| 349736 | 2008 YF109             | 29 de desembre de 2008 | Kitt Peak            | Spacewatch               |
| 349737 | 2008 YU109             | 30 de desembre de 2008 | Kitt Peak            | Spacewatch               |
| 349738 | 2008 YB110             | 30 de desembre de 2008 | Kitt Peak            | Spacewatch               |
| 349739 | 2008 YJ117             | 29 de desembre de 2008 | Mount Lemmon         | Mt. Lemmon Survey        |
| 349740 | 2008 YJ126             | 30 de desembre de 2008 | Kitt Peak            | Spacewatch               |
| 349741 | 2008 YM130             | 31 de desembre de 2008 | Kitt Peak            | Spacewatch               |
| 349742 | 2008 YV131             | 31 de desembre de 2008 | Kitt Peak            | Spacewatch               |
| 349743 | 2008 YB134             | 30 de desembre de 2008 | Kitt Peak            | Spacewatch               |
| 349744 | 2008 YH134             | 30 de desembre de 2008 | Kitt Peak            | Spacewatch               |
| 349745 | 2008 YG140             | 30 de desembre de 2008 | Mount Lemmon         | Mt. Lemmon Survey        |
| 349746 | 2008 YG145             | 30 de desembre de 2008 | Kitt Peak            | Spacewatch               |
| 349747 | 2008 YL146             | 30 de desembre de 2008 | Kitt Peak            | Spacewatch               |
| 349748 | 2008 YD151             | 22 de desembre de 2008 | Mount Lemmon         | Mt. Lemmon Survey        |
| 349749 | 2008 YJ155             | 22 de desembre de 2008 | Kitt Peak            | Spacewatch               |
| 349750 | 2008 YZ155             | 22 de desembre de 2008 | Catalina             | CSS                      |
| 349751 | 2008 YQ156             | 30 de desembre de 2008 | Mount Lemmon         | Mt. Lemmon Survey        |
| 349752 | 2008 YP157             | 21 de desembre de 2008 | Mount Lemmon         | Mt. Lemmon Survey        |
| 349753 | 2008 YD167             | 10 de setembre de 2004 | Kitt Peak            | Spacewatch               |
| 349754 | 2008 YP171             | 31 de desembre de 2008 | Socorro              | LINEAR                   |
| 349755 | 2009 AE2               | 4 de gener de 2009     | Weihai               | Shandong University      |
| 349756 | 2009 AV7               | 25 d'octubre de 2008   | Mount Lemmon         | Mt. Lemmon Survey        |
| 349757 | 2009 AA13              | 2 de gener de 2009     | Mount Lemmon         | Mt. Lemmon Survey        |
| 349758 | 2009 AM13              | 2 de gener de 2009     | Mount Lemmon         | Mt. Lemmon Survey        |
| 349759 | 2009 AR17              | 2 de gener de 2009     | Kitt Peak            | Spacewatch               |
| 349760 | 2009 AY19              | 2 de gener de 2009     | Mount Lemmon         | Mt. Lemmon Survey        |
| 349761 | 2009 AR22              | 3 de gener de 2009     | Kitt Peak            | Spacewatch               |
| 349762 | 2009 AL25              | 2 de gener de 2009     | Kitt Peak            | Spacewatch               |
| 349763 | 2009 AS27              | 2 de gener de 2009     | Kitt Peak            | Spacewatch               |
| 349764 | 2009 AY28              | 8 de gener de 2009     | Kitt Peak            | Spacewatch               |
| 349765 | 2009 AR37              | 15 de gener de 2009    | Kitt Peak            | Spacewatch               |
| 349766 | 2009 AH43              | 7 de gener de 2009     | Wrightwood           | J. W. Young              |
| 349767 | 2009 BD1               | 17 de gener de 2009    | Calar Alto           | F. Hormuth               |
| 349768 | 2009 BL1               | 17 de gener de 2009    | Socorro              | LINEAR                   |
| 349769 | 2009 BJ6               | 18 de gener de 2009    | Socorro              | LINEAR                   |
| 349770 | 2009 BW7               | 21 de gener de 2009    | Mayhill              | A. Lowe                  |
| 349771 | 2009 BF8               | 17 de gener de 2009    | Socorro              | LINEAR                   |
| 349772 | 2009 BW8               | 17 de gener de 2009    | Socorro              | LINEAR                   |
| 349773 | 2009 BP9               | 18 de gener de 2009    | Socorro              | LINEAR                   |
| 349774 | 2009 BG10              | 21 de gener de 2009    | Great Shefford       | P. Birtwhistle           |
| 349775 | 2009 BW14              | 16 de gener de 2009    | Kitt Peak            | Spacewatch               |
| 349776 | 2009 BV15              | 16 de gener de 2009    | Mount Lemmon         | Mt. Lemmon Survey        |
| 349777 | 2009 BS17              | 16 de gener de 2009    | Mount Lemmon         | Mt. Lemmon Survey        |
| 349778 | 2009 BQ30              | 16 de gener de 2009    | Kitt Peak            | Spacewatch               |
| 349779 | 2009 BK34              | 16 de gener de 2009    | Kitt Peak            | Spacewatch               |
| 349780 | 2009 BZ35              | 16 de gener de 2009    | Kitt Peak            | Spacewatch               |
| 349781 | 2009 BX42              | 16 de gener de 2009    | Kitt Peak            | Spacewatch               |
| 349782 | 2009 BN45              | 16 de gener de 2009    | Kitt Peak            | Spacewatch               |
| 349783 | 2009 BR49              | 16 de gener de 2009    | Mount Lemmon         | Mt. Lemmon Survey        |
| 349784 | 2009 BA54              | 16 de gener de 2009    | Mount Lemmon         | Mt. Lemmon Survey        |
| 349785 | 2009 BP55              | 16 de gener de 2009    | Lulin                | LUSS                     |
| 349786 | 2009 BP60              | 17 de gener de 2009    | Kitt Peak            | Spacewatch               |
| 349787 | 2009 BB62              | 18 de gener de 2009    | Mount Lemmon         | Mt. Lemmon Survey        |
| 349788 | 2009 BZ62              | 20 de gener de 2009    | Catalina             | CSS                      |
| 349789 | 2009 BA64              | 20 de gener de 2009    | Catalina             | CSS                      |
| 349790 | 2009 BM68              | 23 de gener de 2009    | Purple Mountain      | PMO NEO Survey Program   |
| 349791 | 2009 BO69              | 25 de gener de 2009    | Catalina             | CSS                      |
| 349792 | 2009 BO70              | 25 de gener de 2009    | Catalina             | CSS                      |
| 349793 | 2009 BX73              | 16 de gener de 2009    | Mount Lemmon         | Mt. Lemmon Survey        |
| 349794 | 2009 BD74              | 17 de gener de 2009    | Kitt Peak            | Spacewatch               |
| 349795 | 2009 BV76              | 27 de gener de 2009    | Purple Mountain      | PMO NEO Survey Program   |
| 349796 | 2009 BK80              | 31 de gener de 2009    | Socorro              | LINEAR                   |
| 349797 | 2009 BK82              | 30 de setembre de 2003 | Apache Point         | Sloan Digital Sky Survey |
| 349798 | 2009 BQ87              | 25 de gener de 2009    | Kitt Peak            | Spacewatch               |
| 349799 | 2009 BD88              | 25 de gener de 2009    | Kitt Peak            | Spacewatch               |
| 349800 | 2009 BN89              | 25 de gener de 2009    | Kitt Peak            | Spacewatch               |

## 349801-349900
| Nom    | Designació provisional | Data de descobriment   | Lloc de descobriment | Descobridor/s          |
| ------ | ---------------------- | ---------------------- | -------------------- | ---------------------- |
| 349801 | 2009 BL94              | 25 de gener de 2009    | Kitt Peak            | Spacewatch             |
| 349802 | 2009 BJ95              | 26 de gener de 2009    | Mount Lemmon         | Mt. Lemmon Survey      |
| 349803 | 2009 BL99              | 28 de gener de 2009    | Catalina             | CSS                    |
| 349804 | 2009 BM99              | 28 de gener de 2009    | Catalina             | CSS                    |
| 349805 | 2009 BR106             | 27 de gener de 2009    | Purple Mountain      | PMO NEO Survey Program |
| 349806 | 2009 BE110             | 31 de gener de 2009    | Mount Lemmon         | Mt. Lemmon Survey      |
| 349807 | 2009 BQ110             | 31 de gener de 2009    | Mount Lemmon         | Mt. Lemmon Survey      |
| 349808 | 2009 BS116             | 29 de gener de 2009    | Catalina             | CSS                    |
| 349809 | 2009 BB122             | 31 de gener de 2009    | Kitt Peak            | Spacewatch             |
| 349810 | 2009 BR131             | 27 de gener de 2009    | Purple Mountain      | PMO NEO Survey Program |
| 349811 | 2009 BT131             | 18 de gener de 2009    | Catalina             | CSS                    |
| 349812 | 2009 BA141             | 30 de gener de 2009    | Kitt Peak            | Spacewatch             |
| 349813 | 2009 BH145             | 30 de gener de 2009    | Kitt Peak            | Spacewatch             |
| 349814 | 2009 BL157             | 31 de gener de 2009    | Kitt Peak            | Spacewatch             |
| 349815 | 2009 BF158             | 31 de gener de 2009    | Kitt Peak            | Spacewatch             |
| 349816 | 2009 BR163             | 31 de gener de 2009    | Kitt Peak            | Spacewatch             |
| 349817 | 2009 BY165             | 31 de gener de 2009    | Kitt Peak            | Spacewatch             |
| 349818 | 2009 BC170             | 16 de gener de 2009    | Kitt Peak            | Spacewatch             |
| 349819 | 2009 BU174             | 25 de gener de 2009    | Kitt Peak            | Spacewatch             |
| 349820 | 2009 BA176             | 31 de gener de 2009    | Mount Lemmon         | Mt. Lemmon Survey      |
| 349821 | 2009 BG180             | 20 de gener de 2009    | Mount Lemmon         | Mt. Lemmon Survey      |
| 349822 | 2009 BU181             | 26 de gener de 2009    | Catalina             | CSS                    |
| 349823 | 2009 BM184             | 17 de gener de 2009    | Socorro              | LINEAR                 |
| 349824 | 2009 BJ186             | 18 de gener de 2009    | Kitt Peak            | Spacewatch             |
| 349825 | 2009 BO186             | 18 de gener de 2009    | Kitt Peak            | Spacewatch             |
| 349826 | 2009 CU6               | 14 de febrer de 2009   | Heppenheim           | Starkenburg            |
| 349827 | 2009 CM7               | 1 de febrer de 2009    | Catalina             | CSS                    |
| 349828 | 2009 CU11              | 1 de febrer de 2009    | Kitt Peak            | Spacewatch             |
| 349829 | 2009 CY14              | 3 de febrer de 2009    | Kitt Peak            | Spacewatch             |
| 349830 | 2009 CO15              | 3 de febrer de 2009    | Mount Lemmon         | Mt. Lemmon Survey      |
| 349831 | 2009 CW18              | 3 de febrer de 2009    | Mount Lemmon         | Mt. Lemmon Survey      |
| 349832 | 2009 CV19              | 4 de febrer de 2009    | Mount Lemmon         | Mt. Lemmon Survey      |
| 349833 | 2009 CJ22              | 1 de febrer de 2009    | Kitt Peak            | Spacewatch             |
| 349834 | 2009 CB23              | 1 de febrer de 2009    | Kitt Peak            | Spacewatch             |
| 349835 | 2009 CY25              | 1 de febrer de 2009    | Kitt Peak            | Spacewatch             |
| 349836 | 2009 CF26              | 1 de febrer de 2009    | Kitt Peak            | Spacewatch             |
| 349837 | 2009 CU33              | 2 de febrer de 2009    | Kitt Peak            | Spacewatch             |
| 349838 | 2009 CX36              | 3 de febrer de 2009    | Kitt Peak            | Spacewatch             |
| 349839 | 2009 CS37              | 4 de febrer de 2009    | Kitt Peak            | Spacewatch             |
| 349840 | 2009 CF43              | 14 de febrer de 2009   | Catalina             | CSS                    |
| 349841 | 2009 CX48              | 14 de febrer de 2009   | Mount Lemmon         | Mt. Lemmon Survey      |
| 349842 | 2009 CV49              | 14 de febrer de 2009   | Mount Lemmon         | Mt. Lemmon Survey      |
| 349843 | 2009 CE52              | 14 de febrer de 2009   | Mount Lemmon         | Mt. Lemmon Survey      |
| 349844 | 2009 CC55              | 19 de novembre de 2003 | Anderson Mesa        | LONEOS                 |
| 349845 | 2009 CY55              | 23 de novembre de 2008 | Mount Lemmon         | Mt. Lemmon Survey      |
| 349846 | 2009 CO59              | 5 de febrer de 2009    | Catalina             | CSS                    |
| 349847 | 2009 CS61              | 4 de febrer de 2009    | Mount Lemmon         | Mt. Lemmon Survey      |
| 349848 | 2009 CT62              | 1 de febrer de 2009    | Kitt Peak            | Spacewatch             |
| 349849 | 2009 CF63              | 1 de febrer de 2009    | Socorro              | LINEAR                 |
| 349850 | 2009 CR65              | 2 de febrer de 2009    | Kitt Peak            | Spacewatch             |
| 349851 | 2009 DA2               | 31 de gener de 2009    | Kitt Peak            | Spacewatch             |
| 349852 | 2009 DN7               | 19 de febrer de 2009   | Kitt Peak            | Spacewatch             |
| 349853 | 2009 DX15              | 16 de febrer de 2009   | La Sagra             | La Sagra               |
| 349854 | 2009 DX18              | 20 de febrer de 2009   | Kitt Peak            | Spacewatch             |
| 349855 | 2009 DU19              | 21 de febrer de 2009   | Catalina             | CSS                    |
| 349856 | 2009 DW19              | 21 de febrer de 2009   | Catalina             | CSS                    |
| 349857 | 2009 DE21              | 19 de febrer de 2009   | Kitt Peak            | Spacewatch             |
| 349858 | 2009 DJ26              | 18 de febrer de 2009   | Socorro              | LINEAR                 |
| 349859 | 2009 DJ35              | 20 de febrer de 2009   | Kitt Peak            | Spacewatch             |
| 349860 | 2009 DY35              | 20 de febrer de 2009   | Kitt Peak            | Spacewatch             |
| 349861 | 2009 DW41              | 19 de febrer de 2009   | La Sagra             | La Sagra               |
| 349862 | 2009 DX43              | 21 de febrer de 2009   | Vallemare Borbon     | V. S. Casulli          |
| 349863 | 2009 DS47              | 28 de febrer de 2009   | Socorro              | LINEAR                 |
| 349864 | 2009 DQ50              | 19 de febrer de 2009   | Kitt Peak            | Spacewatch             |
| 349865 | 2009 DG53              | 22 de febrer de 2009   | Kitt Peak            | Spacewatch             |
| 349866 | 2009 DU56              | 22 de febrer de 2009   | Kitt Peak            | Spacewatch             |
| 349867 | 2009 DY57              | 22 de febrer de 2009   | Kitt Peak            | Spacewatch             |
| 349868 | 2009 DX59              | 22 de febrer de 2009   | Kitt Peak            | Spacewatch             |
| 349869 | 2009 DD62              | 22 de febrer de 2009   | Kitt Peak            | Spacewatch             |
| 349870 | 2009 DB63              | 22 de febrer de 2009   | Kitt Peak            | Spacewatch             |
| 349871 | 2009 DO65              | 22 de febrer de 2009   | Catalina             | CSS                    |
| 349872 | 2009 DZ68              | 26 de febrer de 2009   | Mount Lemmon         | Mt. Lemmon Survey      |
| 349873 | 2009 DC71              | 17 de febrer de 2009   | La Sagra             | La Sagra               |
| 349874 | 2009 DA74              | 26 de febrer de 2009   | Catalina             | CSS                    |
| 349875 | 2009 DR76              | 21 de febrer de 2009   | Mount Lemmon         | Mt. Lemmon Survey      |
| 349876 | 2009 DN78              | 21 de febrer de 2009   | Kitt Peak            | Spacewatch             |
| 349877 | 2009 DC81              | 24 de febrer de 2009   | Kitt Peak            | Spacewatch             |
| 349878 | 2009 DG81              | 24 de febrer de 2009   | Kitt Peak            | Spacewatch             |
| 349879 | 2009 DK81              | 24 de febrer de 2009   | Kitt Peak            | Spacewatch             |
| 349880 | 2009 DD84              | 26 de febrer de 2009   | Kitt Peak            | Spacewatch             |
| 349881 | 2009 DS84              | 26 de febrer de 2009   | Kitt Peak            | Spacewatch             |
| 349882 | 2009 DZ84              | 20 d'octubre de 2006   | Kitt Peak            | Spacewatch             |
| 349883 | 2009 DJ87              | 27 de febrer de 2009   | Catalina             | CSS                    |
| 349884 | 2009 DM109             | 7 d'abril de 2005      | Mount Lemmon         | Mt. Lemmon Survey      |
| 349885 | 2009 DT118             | 27 de febrer de 2009   | Kitt Peak            | Spacewatch             |
| 349886 | 2009 DA125             | 26 de setembre de 2006 | Kitt Peak            | Spacewatch             |
| 349887 | 2009 DP125             | 19 de febrer de 2009   | Kitt Peak            | Spacewatch             |
| 349888 | 2009 DM126             | 20 de febrer de 2009   | Kitt Peak            | Spacewatch             |
| 349889 | 2009 DL129             | 27 de febrer de 2009   | Kitt Peak            | Spacewatch             |
| 349890 | 2009 DZ130             | 22 de febrer de 2009   | Catalina             | CSS                    |
| 349891 | 2009 DE133             | 27 de febrer de 2009   | Catalina             | CSS                    |
| 349892 | 2009 DM134             | 28 de febrer de 2009   | Kitt Peak            | Spacewatch             |
| 349893 | 2009 DP136             | 20 de febrer de 2009   | Kitt Peak            | Spacewatch             |
| 349894 | 2009 EN12              | 1 de març de 2009      | Mount Lemmon         | Mt. Lemmon Survey      |
| 349895 | 2009 ED30              | 2 de març de 2009      | Kitt Peak            | Spacewatch             |
| 349896 | 2009 FB23              | 20 de març de 2009     | Bergisch Gladbac     | W. Bickel              |
| 349897 | 2009 FM24              | 20 de març de 2009     | La Sagra             | La Sagra               |
| 349898 | 2009 FA28              | 22 de març de 2009     | Catalina             | CSS                    |
| 349899 | 2009 FE32              | 26 de març de 2009     | Cerro Burek          | Cerro Burek            |
| 349900 | 2009 FM34              | 24 de març de 2009     | Kitt Peak            | Spacewatch             |

## 349901-350000
| Nom    | Designació provisional | Data de descobriment   | Lloc de descobriment | Descobridor/s            |
| ------ | ---------------------- | ---------------------- | -------------------- | ------------------------ |
| 349901 | 2009 FX35              | 24 de març de 2009     | Kitt Peak            | Spacewatch               |
| 349902 | 2009 FU38              | 17 de març de 2009     | Kitt Peak            | Spacewatch               |
| 349903 | 2009 FS43              | 30 de març de 2009     | Socorro              | LINEAR                   |
| 349904 | 2009 FZ43              | 29 de març de 2009     | Bergisch Gladbac     | W. Bickel                |
| 349905 | 2009 FP47              | 28 de març de 2009     | Mount Lemmon         | Mt. Lemmon Survey        |
| 349906 | 2009 FD48              | 25 de març de 2009     | Hibiscus             | N. Teamo                 |
| 349907 | 2009 FV68              | 31 de març de 2009     | Mount Lemmon         | Mt. Lemmon Survey        |
| 349908 | 2009 FN74              | 17 de març de 2009     | Socorro              | LINEAR                   |
| 349909 | 2009 HD8               | 17 d'abril de 2009     | Kitt Peak            | Spacewatch               |
| 349910 | 2009 HQ9               | 17 d'abril de 2009     | Mount Lemmon         | Mt. Lemmon Survey        |
| 349911 | 2009 HT79              | 27 d'abril de 2009     | Mount Lemmon         | Mt. Lemmon Survey        |
| 349912 | 2009 HN90              | 20 d'abril de 2009     | Mount Lemmon         | Mt. Lemmon Survey        |
| 349913 | 2009 KX8               | 24 de maig de 2009     | Catalina             | CSS                      |
| 349914 | 2009 KX13              | 26 de maig de 2009     | Mount Lemmon         | Mt. Lemmon Survey        |
| 349915 | 2009 QA30              | 20 d'agost de 2009     | Catalina             | CSS                      |
| 349916 | 2009 QE59              | 28 d'agost de 2009     | Kitt Peak            | Spacewatch               |
| 349917 | 2009 RB14              | 12 de setembre de 2009 | Kitt Peak            | Spacewatch               |
| 349918 | 2009 SU154             | 16 d'agost de 2009     | Kitt Peak            | Spacewatch               |
| 349919 | 2009 SZ166             | 22 de setembre de 2009 | Kitt Peak            | Spacewatch               |
| 349920 | 2009 SC211             | 23 de setembre de 2009 | Kitt Peak            | Spacewatch               |
| 349921 | 2009 SB280             | 25 de setembre de 2009 | Kitt Peak            | Spacewatch               |
| 349922 | 2009 TW42              | 1 d'octubre de 2009    | Charleston           | Charleston               |
| 349923 | 2009 UF8               | 25 de setembre de 2009 | Kitt Peak            | Spacewatch               |
| 349924 | 2009 UW91              | 9 de març de 2008      | Siding Spring        | Siding Spring Survey     |
| 349925 | 2009 WC26              | 22 de novembre de 2009 | Catalina             | CSS                      |
| 349926 | 2009 WV41              | 17 de novembre de 2009 | Kitt Peak            | Spacewatch               |
| 349927 | 2009 WB50              | 19 de novembre de 2009 | Kitt Peak            | Spacewatch               |
| 349928 | 2009 WD106             | 25 de novembre de 2009 | Socorro              | LINEAR                   |
| 349929 | 2009 WT202             | 8 de novembre de 2009  | Kitt Peak            | Spacewatch               |
| 349930 | 2009 XH17              | 6 de febrer de 2007    | Mount Lemmon         | Mt. Lemmon Survey        |
| 349931 | 2009 XE18              | 15 de desembre de 2009 | Mount Lemmon         | Mt. Lemmon Survey        |
| 349932 | 2009 XO18              | 15 de desembre de 2009 | Mount Lemmon         | Mt. Lemmon Survey        |
| 349933 | 2009 YF7               | 19 de desembre de 2009 | La Silla             | D. L. Rabinowitz         |
| 349934 | 2010 AX5               | 5 de gener de 2010     | Kitt Peak            | Spacewatch               |
| 349935 | 2010 AD9               | 6 de gener de 2010     | Kitt Peak            | Spacewatch               |
| 349936 | 2010 AC12              | 6 de gener de 2010     | Kitt Peak            | Spacewatch               |
| 349937 | 2010 AN15              | 21 de maig de 2004     | Kitt Peak            | Spacewatch               |
| 349938 | 2010 AP29              | 8 de gener de 2010     | Mount Lemmon         | Mt. Lemmon Survey        |
| 349939 | 2010 AH50              | 8 de gener de 2010     | Kitt Peak            | Spacewatch               |
| 349940 | 2010 AK53              | 8 de gener de 2010     | Kitt Peak            | Spacewatch               |
| 349941 | 2010 CY2               | 5 de febrer de 2010    | Kitt Peak            | Spacewatch               |
| 349942 | 2010 CR22              | 9 de febrer de 2010    | Kitt Peak            | Spacewatch               |
| 349943 | 2010 CO29              | 9 de febrer de 2010    | Kitt Peak            | Spacewatch               |
| 349944 | 2010 CH32              | 9 de febrer de 2010    | Kitt Peak            | Spacewatch               |
| 349945 | 2010 CD52              | 14 de febrer de 2010   | WISE                 | WISE                     |
| 349946 | 2010 CE62              | 9 de febrer de 2010    | Kitt Peak            | Spacewatch               |
| 349947 | 2010 CP63              | 9 de febrer de 2010    | Kitt Peak            | Spacewatch               |
| 349948 | 2010 CC69              | 10 de febrer de 2010   | Kitt Peak            | Spacewatch               |
| 349949 | 2010 CN69              | 23 d'abril de 2007     | Mount Lemmon         | Mt. Lemmon Survey        |
| 349950 | 2010 CL85              | 2 de març de 1995      | Kitt Peak            | Spacewatch               |
| 349951 | 2010 CR107             | 14 de febrer de 2010   | Kitt Peak            | Spacewatch               |
| 349952 | 2010 CY107             | 14 de febrer de 2010   | Kitt Peak            | Spacewatch               |
| 349953 | 2010 CK119             | 15 de febrer de 2010   | Kitt Peak            | Spacewatch               |
| 349954 | 2010 CR123             | 6 d'octubre de 2000    | Anderson Mesa        | LONEOS                   |
| 349955 | 2010 CO127             | 15 de febrer de 2010   | Kitt Peak            | Spacewatch               |
| 349956 | 2010 CS146             | 13 de febrer de 2010   | Kitt Peak            | Spacewatch               |
| 349957 | 2010 CM166             | 13 de febrer de 2010   | Kitt Peak            | Spacewatch               |
| 349958 | 2010 CK182             | 14 de febrer de 2010   | Haleakala            | Pan-STARRS 1             |
| 349959 | 2010 CC222             | 8 de febrer de 2010    | WISE                 | WISE                     |
| 349960 | 2010 DK20              | 24 de setembre de 2008 | Mount Lemmon         | Mt. Lemmon Survey        |
| 349961 | 2010 DO30              | 19 de febrer de 2010   | WISE                 | WISE                     |
| 349962 | 2010 DP31              | 3 de juliol de 2005    | Palomar              | NEAT                     |
| 349963 | 2010 DV31              | 17 de febrer de 2010   | WISE                 | WISE                     |
| 349964 | 2010 DO46              | 5 de gener de 2006     | Kitt Peak            | Spacewatch               |
| 349965 | 2010 DP65              | 26 de febrer de 2010   | WISE                 | WISE                     |
| 349966 | 2010 ER7               | 3 de març de 2010      | WISE                 | WISE                     |
| 349967 | 2010 ET7               | 3 de març de 2010      | WISE                 | WISE                     |
| 349968 | 2010 ES21              | 4 de març de 2010      | Kitt Peak            | Spacewatch               |
| 349969 | 2010 EG29              | 4 de març de 2010      | Kitt Peak            | Spacewatch               |
| 349970 | 2010 EA35              | 10 de març de 2010     | Purple Mountain      | PMO NEO Survey Program   |
| 349971 | 2010 EE40              | 14 de febrer de 2010   | Mount Lemmon         | Mt. Lemmon Survey        |
| 349972 | 2010 EW66              | 2 de març de 2006      | Kitt Peak            | Spacewatch               |
| 349973 | 2010 EE67              | 12 de març de 2010     | Catalina             | CSS                      |
| 349974 | 2010 ES77              | 10 de març de 2003     | Anderson Mesa        | LONEOS                   |
| 349975 | 2010 EX85              | 11 de novembre de 2001 | Apache Point         | Sloan Digital Sky Survey |
| 349976 | 2010 EC86              | 13 de març de 2010     | Kitt Peak            | Spacewatch               |
| 349977 | 2010 EG90              | 26 de gener de 2006    | Kitt Peak            | Spacewatch               |
| 349978 | 2010 EP103             | 15 de març de 2010     | Mount Lemmon         | Mt. Lemmon Survey        |
| 349979 | 2010 EO108             | 13 de març de 2010     | Mount Lemmon         | Mt. Lemmon Survey        |
| 349980 | 2010 EH110             | 12 de març de 2010     | Kitt Peak            | Spacewatch               |
| 349981 | 2010 EQ113             | 5 de març de 2010      | Catalina             | CSS                      |
| 349982 | 2010 ED121             | 28 d'octubre de 2008   | Mount Lemmon         | Mt. Lemmon Survey        |
| 349983 | 2010 EL123             | 15 de març de 2010     | Kitt Peak            | Spacewatch               |
| 349984 | 2010 EG124             | 4 d'abril de 2003      | Kitt Peak            | Spacewatch               |
| 349985 | 2010 ER127             | 7 de març de 2003      | Anderson Mesa        | LONEOS                   |
| 349986 | 2010 ES131             | 15 de març de 2010     | Kitt Peak            | Spacewatch               |
| 349987 | 2010 EK134             | 25 de setembre de 2008 | Kitt Peak            | Spacewatch               |
| 349988 | 2010 EW140             | 17 de setembre de 2003 | Kitt Peak            | Spacewatch               |
| 349989 | 2010 EO171             | 5 de desembre de 2008  | Kitt Peak            | Spacewatch               |
| 349990 | 2010 EY171             | 26 de setembre de 2003 | Apache Point         | Sloan Digital Sky Survey |
| 349991 | 2010 FM20              | 21 de juny de 2007     | Mount Lemmon         | Mt. Lemmon Survey        |
| 349992 | 2010 FD29              | 16 de febrer de 2010   | Kitt Peak            | Spacewatch               |
| 349993 | 2010 FE85              | 19 de març de 2010     | Mount Lemmon         | Mt. Lemmon Survey        |
| 349994 | 2010 FS88              | 18 de març de 2010     | Kitt Peak            | Spacewatch               |
| 349995 | 2010 FE92              | 20 de març de 2010     | Catalina             | CSS                      |
| 349996 | 2010 FU92              | 14 de gener de 2010    | WISE                 | WISE                     |
| 349997 | 2010 FY98              | 9 d'octubre de 2007    | Kitt Peak            | Spacewatch               |
| 349998 | 2010 GP27              | 5 d'abril de 2010      | Kitt Peak            | Spacewatch               |
| 349999 | 2010 GC28              | 6 d'abril de 2010      | Kitt Peak            | Spacewatch               |
| 350000 | 2010 GM28              | 6 d'abril de 2010      | Kitt Peak            | Spacewatch               |